# Пад Цариграда (1453)
Пад Цариграда, познато и као пад Константинопоља (грч. Άλωση της Κωνσταντινούπολης, тур. Kostantinopolis Kuşatması) или освајање Истанбула (тур. İstanbul'un fethi), опсада је пријестонице Источног римског царства Цариграда (Константинопоља), коју је спроводила војска османског султана Мехмеда II од 6. априла до 29. маја 1453. године. Пад Цариграда означио је уништење Источног римског царства, које је познато и као Византија.
Византија је 1453. сведена територијално на Пелопонез, неколико острва у Егејском и Мраморном мору и предграђе Цариграда и више није могла да издржи растућу моћ Османског султаната. Од Бајазита I, османски султани су више пута опсједали и блокирали Цариград (1393—1394, 1394—1402, 1411. и 1422). Нису успјели да заузму град, али су стекли контролу над већим дијелом Балкана. Посљедња опсада почела је у априлу 1453. године. Упркос бројним апелима Ромеја према Западу, само је мали италијански контингент стигао у помоћ цару Константину. Заједно са 5.000 Ромеја, укупан број бранилаца Цариграда достигао је 7 или 8 хиљада војника. Османска војска их је знатно надмашила: Мехмед II је имао око 70 хиљада војника и преко 120 бродова. Послије двомјесечног отпора, Цариград је пао 29. маја 1453. године. Посљедњи византијски цар, Константин XI је погинуо у борби. Мехмед II је ушао у освојени и опљачкани град, а у знак сјећања на заузимање добио је надимак Фатих (од арап.  — „освајач”), а Цариград је учинио новом пријестоницом своје државе. Побједа је Османлијама обезбједила превласт у источном Средоземљу. Град је остао пријестоница Османског царства до његовог распада 1923. године.
Пад Цариграда је дубоко утицао на цио свијет, нарочито на западу Европу. Падом Цариграда, „другог Рима”, настао је концепт континуитета — Трећи Рим. Многи историчари, укључујући Жула Мишлеа, вјеровали су да пад Цариграда представља крај средњег вијека и почетак ренесансе. Међутим, ово гледиште све више оспоравају савремени историчари, који на пад Цариграда гледају само као на крај Римског царства.

## Предисторија

### Пропадање Византије
Источно римско царство (Византија) је настало 395. након распада Римског царства, а до 15. вијека је одавно прошло све периоде успона и процвата и била је у дубоком опадању. Током једанаест вијекова постојања, Цариград је био под опсадом много пута, али је само једном заузет и опустошен — током Четвртог крсташког рата 1204. године. Заузимањем града крсташи су створили латинску државу са Цариградом као пријестоницом, док је на остатку територије Византије настао низ држава насљедница — Никејско царство, Епирска деспотовина и Трапезунтско царство. Њихови владари су ратовали као савезници против Латина, али су се борили и међу собом за византијски пријесто. Палеолози, који су владали Никејом, ослободили су Цариград 1261. од Латина и обновили Византију. Послије тога, држава је скоро стално била у рату, одбијајући узастопне нападе Латина, Срба, Бугара и Османлија. Црна смрт убила је 1347. године најмање трећину становника Цариграда.
Главни противник Византије био је Османски султанат, чији су владари Византију видјели као препреку ширењу своје моћи у регији. Османлије су први пут опсједале Цариград под Бајазитом I (1393—1394); током друге опсаде град је спашен тек Тамерлановом побједом над Бајазитом 1402. године. Период грађанског рата у Османском султанату који је услиједио (1402—1413), када су Бајазитови синови подијелили државу и пријесто, био је период релативног затишја за Цариград. Тек 1411. један од претендената на османски пријесто, Муса Челеби, опсједао је Цариград, пошто је византијски цар Манојло II подржао његовог супарника Сулејмана Челебија. Међутим, Ромеји нису могли да искористе овај предах да ојачају царство. Супарништво између Источне и Западне цркве ометало је организовање помоћи са запада. Цареви су интервенисали у династичким споровима Османлија, покушавајући да ослабе моћ османског султана или да промовишу приступање њима лојалног кандидата. Бајазитов унук Мурат II је опсједао Цариград 1422. године. Пошто није могао да заузме град, опљачкао је византијске посједе на Пелепонезу и отпочео опсаду Солуна. Као одговор, византијски цар Јован VIII је организовао побуну Мустафе Челебија и приморао Мурата да се врати у Анадолију да би је сузбио. Међутим, Мурат се није повукао и 1430. османске снаге су заузеле и опљачкале Солун, поробљавајући становништво.
Убрзо након Великог црквеног раскола, папа Гргур VII је рекао: „Било би много боље да земља остане под влашћу муслимана него да њоме владају хришћани који одбијају да признају права Католичке цркве”. Овакав однос према Источној цркви на Западу у цјелини се задржао до 15. вијека, а Запад је помагао Цариград само у случају непосредне пријетње католичким земљама. Други лионски сабор 1274. разматрао је питање уједињења цркава и добио пуно одобрење 200 католичких бискупа и изасланика византијског цара Михаила VIII. Заиста, неки византијски цареви из династије Палеолог примљени су у Латинску цркву. Услијед јачања османске пријетње, цар Јован VIII одлучио је да постигне споразум са Католичком црквом, пошто је од тога зависила помоћ западних земаља. Отпловио је у Италију 1438. године, а са собом је повео 700 богослова и епископа, с којима је учествовао на Ферарско-фирентинском сабору, гдје је склопљена унија. Међутим, није постигао свој циљ — свештенство Византије масовни није подржало унију.

### Стезање обруча
Османлије нису успјеле у покушају да заузму Београд 1440, што је дало наду у Европи. Папа је најавио нови крсташки поход под заповједништвом Владислава III, краља Пољске, велики кнез Литваније и краљ Угарске. Послије неколико пораза 1443—1444, Мурат II је потписао Сегедински мир са Владиславом на 10 година и повукао се са војском у Анадолију, гдје је освојио Караманидски беглук и одрекао се власт у корист сина малољетника. Тако је 1444, Мехмед II са 12 година први пут постао османски султан. Овај догађај је испровоцирао хришћане и, прекршивши мир, Владислав се супротставио Османлијама. Мурат је био принуђен да се врати на чело војске, а крсташи су 1444. поражени у бици код Варне, гдје је и Владислав убијен. Мурат се поново повукао с власти, што је изазвало нову офанзиву — из Угарске. И Мурат, који се поново вратио на власт, однио је нову побједу над хришћанима — у бици на Косову пољу 1448. године. Исте године умире Јован VIII, а насљеђује га брат Константин, морејски деспот. У то вријеме, Византија више није имала средстава да се одупре Османлијама и чак је била принуђена да пошаље изасланика Мурату, како би он пристао на Константинов долазак на власт.
Град је опустошен као резултат општег опадања царства и до 1453. се састојао од неколико насеља ограђених зидинама одвојених огромним пољима, унутар Теодосијевих зидина из 5. вијека. У њему је живјело, према ријечима савременика, од 30 до 50 хиљада становника. Палеолози су имали ограничену власт на малом простору: у самом Цариграду, на неколико острва Егејског и Мраморног мора и на дијелу Пелопонеза у Морејског деспотовини. Српска деспотовина је постала османски вазал, а у дужности њеног владара, деспота Лазара, спадало је пружање војне помоћи султану на захтјев. Дакле, у опсади Цариграда 1453. учествовао је српски одред из Новог Брда (Константин из Островице је писао о 15 стотина коњаника). Краљевина Босна је била ослабљена унутрашњима сукобима и нестала је 1463, убрзо након пада Цариграда. Територија бившег Бугарског царства припадала је Османлијама више од пола вијека. До средине 15. вијека Цариград се практично налазио у средини османске државе, између њених европских и азијских посједа и био је потпуно окружен њима.

### Почетак друге Мехмедове владавине
Мурат умире 1451, а Мехмед поново постаје султан. Многи у тадашњој Европи су га погрешно процијенили као незрелог и неспособног младића. Франческо Филелфо је писао француском краљу Шарлу VII да је носи султан млад, неискусан и простодушан. Ово мишљење се заснивало на понашању Мехмеда у првом периоду његове владавине. Да, и први кораци младог султана, који је показао снисходљивост према сусједним хришћанским владарима и вратио неколико утврђење српском деспоту Ђурађу (1427—1456), допринијели су оваквом мишљењу. Мехмед је на почетку своје владавине чак обновио мир са Византијом и обећао да ће платитииздржавање могућег претендента на османски пријесто Орхана, јединог могућег Мехмедовог супарника, унука Сулејмана Челебије. Овај договор је, у ствари, био откуп, у замјену за који су се Ромеји обавезали да неће подржати Орханове могуће претензије на пријесто. Таква сагласност новог султана објашњавала се потребом да се добије на времену ради смиривања јањичара и Ибрахим-бега II, који су покушали да искористе промјену султана да прошире своје посједе.
Након ступања на пријесто, Мехмед II је одлучио да заузме Цариград. Према савременику догађаја Дуки, „ноћ и дан, одлазећи у кревет и устајући, у својом дворцу и ван њега, имао је једну мисао и бригу, каквим војним лукавством да заузме Цариград”. Новом султану су били потреби обновљени мировни споразуми са Угарском и Млетачком републиком, да би бар привремено обезбиједио њихово немијешање у сукоб са Византијом. Царев савјетник Георгије Сфранцес брзо је схватио пријетњу од младог султана, и предложио Константину да се ожени српском прицезом Маром Бранковић, Мехмедовом маћехом и Муратовом удовицом. Овај брак би унаприједио савез са Србијом и помогао да се неутралише османске опасност, пошто се Мехмед према Мари односио с поштовањем. Међутим, Мара је то одбила, тврдећи да се заклела да ће се у случају удовиштва посветити само Богу.
Док је султан био у Анадолији, успјевши толико да умири Ибрахима и друге бегове, Константин XI је безуспјешно покушао да изврши притисак на Мехмеда. Мехмеду је послао изасланика, подсјећајући га да му није исплаћен износ за издржавање Орхана. Изасланици су запријетили, да ће, уколико се износ не удвостручи, принц бити ослобођен и да ће моћи да изнесе своје претензије на османски пријесто. Сличан маневар употребом претендента на пријесто некада је успјешно примијенио Константинов отац, Манојло II (1391—1425). Када су Константинови изасланици пренијели ову поруку великом везиру Халил-паши, за којег се сматрало да је традиционално пријатељски настројен према Византији, он је побјеснио и викао на изасланике, пошто их примио у Бурси. Дука је пренио Халилове ријечи:
О, глупи Грци, довољно сам патио због вас, који околишате… Глупаци, мислите да можете да нас уплашите својим измишљотинама — и то док је мастило на нашем споразуму још увијек влажно! Нисмо дјеца, глупи и слаби. Ако желите нешто да урадите — молимо вас… Постићи ћете само једно: изгубити чак и оно мало што још посједујете.
Сам Мехмед је мирно реаговао на пријетње Ромеја и поручио изасланицима да ће размотрити молбу цара по повратку у своју пријестоницу Једрене.

## Припреме опсаде

### Блокада Босфора
У османском руководству биле су супротстављене двије стране. Халил-паша, бившу Муратов велики везир, представљао је борачку страну. Противио се скупом рату и нејасном исходу: заузимање Цариграда му се није чинило као приоритет, а пријетњу коју је град представљао за Османски султанат видио је као безначајну. Овом ставу су се успротивили Мехмедови млађи штићеници. Мехмед је постојано ишао ка заданом циљу. Крајем 1451. одузео је приходе градова доњег тока Струме, који су подржавали Орхана, протјерао Грке из тих градова и мобилисао раднике за изградњу Румелијске тврђаве (Румелихисар), која је првобитно названа Богаз-кесен („резач мореуза”, „блокада мореуза”). Изградња је почела под назором Заганос-паше 15. априла 1452, а мјесец и по касније тј. 26. марта, Мехмед је стигао на градилиште да провјери ток радова. Румелихисар је подигнут на најужем дијелу Босфора, на европској обали неколико километара сјеверно од Пере, наспрам Анадолијске тврђаве (Андолухисар), коју је саградио Бајазит, Мехмедов прадјед. У том тренутку, мореузова најмања ширина била је 702 м. Такав распоред тврђава омогућио је контролу проласка бродова кроз Босфор. Од тада су, под пријетњом османских топова, сви бродови морали да се привезују за обалу, гдје су прегледани и плаћали пролаз. За изградњу тврђаве, Османлије су у јулу срушиле неколико цркава и зграда, што је изазвало протест мјесног становништва, а као одговор јањичари су их опколили и убили. Константин је покушао да спријечи изградњу тврђаве. Цар је схватио да је ова грађевина први корак ка нападу на Цариград. То је онемогућило допремање појачања и хране из ђеновских колона у Црном мору. Пошто је и Дарданели био под османском контролом, то је значило потпуну блокаду Цариграда са мора. Сада је Мехмед имао прилику да Цариград уништи изгладњавањем. Цар је послао изасланике султану како би изразио своје неслагање са градњом. Изасланици су се позвали на византијско-османски уговор, који је забрањивао изградњу утврђења у регији, али је Мехмед једноставно игнорисао изасланике и није их примио. Као одговор, цар је затворио неколико османских поданика који су се налазили у Цариграду. Онда их је ипак ослободио и послано нову мисију султану, као опет ништа није учинила. Цар је посљедњи пут покушао да од султана добије увјерење да изградња тврђаве није уперена против Византије у јуну 1452, али се овај покушај завршио погубљењем византијских изасланика по наређењу султана, што је у ствари била објава рата. Константин је у граду прогласио ратно стање и блокирао све излазе осим војних капија.
Убрзо по завршетку градње у августу 1452, Мехмед је извршио преглед утврђења и увјерио се да је приступ Цариграду с мора потпуно блокиран. У новембру 1452. два млетачка брода су покушала да прођу без османске дозволе. Упркос топовској паљби Османлија, успјели су да се пробију неповријеђени. Крајем новембра још један број је покушао да прође без плаћања и прегледа, али је потопљен од османске топовске ватре. Млетачки изасланик је отишао код Мехмеда, покушавајући да спасе животе морнара, али није имао времена. Мехмед је наредио да се тридесеторо преживјелих чланова посаде обезглави у Дидимотихону, а њихова тијела су остављена непокопана по његовом наређењу као упозорење свима. Капетан Антонио Рицо је по његовом наређењу набијен на колац поред пута. Практично није било реакције западних држава. Једино је цар Светог римског царства Фридрих III (1440—1493) послао пријетеће писмо Мехмеду, у коме је запријетио да ће напасти Османлије ако не прекину блокаду Цариграда.
Мехмед је наредио у октобру 1452. Турахан-бегу и његовим синовима Омеру и Ахмеду да поставе гарнизон на Пелопонезу како би спријечили Константинову браћу, Тому и Димитрија да му помогну. У фебруару је Караџа-паша, румелијски беглербег, почео да истискује Грке са далеких прилаза Цариграду. Преживјеле предстраже царства на Црном мору, сјеверној обали Мраморног мора и Босфора, Османлије су блокирале, дозвољавајући онима који нису пружали отпор да оду. Тврђава Епиват на Мраморном мору пружала је отпор. Османлије су је заузеле на јуриш и уништиле гарнизон. Оне тврђаве које нису могли заузети, Османлије су остављале у позадини, блокирајући стражарске одреде. Почетком 1453. Мехмед је послао војску да заузме византијске градове. Анхијал и Месембарија су се предали без отпора, док су Селимбрија и Перинт покушали да се одупру, али узалуд.

### Османске снаге
Већина османске војске је мобилисана ради заузимања града. У бици нису учествовали само војници Турахан-бега и погранични гарнизони. Западни свједоци опсаде, који су били склони преувеличавању султанове војне моћи, наводили су нереално високе бројке. Франц Бабингер и Стивен Рансимен су вјеровали да је Османски султанат у то вријеме могао да мобилише не више од 80.000 регуларних војника. Поред регуларне војске, у опсади је учествовала и нерегуларна војска, привучена могућношћу пљачкања града након заузимања. Према Рансимену, у османској војсци било је око 20.000 башибозука. И други аутори помињу башибозуке у Мехмедовој војсци. Иако су нерегуларни одреди били увијек присутни у османских походима, још увијек је нејасно колико се њихова организација поклапала са организацијом башибозука која се појавила у 18. вијеку. У османској војсци било је 12.000 јањичара. Били су елитни дио Мехмедове војске. Поред тога, српски деспот и султанов вазал Ђурађ Бранковић је послао одред од хиљаду и по коњаника.
Цариград је био лако доступан са мора, али је било готово немогуће заузети град без флоте. Османска флота је дуго била у повоју, а да би обезбједили комуникацију између Европе и Азије, султани су често морали да користе бродове других земаља. На примјер, да би пребацио војску 1448. из Анадолије у Румелију, Мурат је платио Ђеновљанима из Фокеје. У мјесецима који су претходили опсади, Мехмед је изградио велику флоту, која се у марту концентрисала на Галипољу. Флотом је заповиједао галипољски санџакбег Сулејман Балтоглу. Рансимен је на основу свједочења италијанских морнара, тврдио да је османска флота имала шест трирема, десет бирема, петнаест веслачких галија, око седамдесет пет фуста (мали брзи бродови) и двадесет парандарија (тешке теретне барже). Истовремено, Рансимен није навео укупан број бродова. Хришћански извори се углавном слажу да је османска флота била огромна, а њега појава изазвала је прави шок за Ромеје.
| Аутор                | Број војника                              | Број пловила                                                               |
| -------------------- | ----------------------------------------- | -------------------------------------------------------------------------- |
| Николо Барбаро       | 165.000                                   | 12 галија и 70—80 других бродова                                           |
| Ђакомо Теталди       | 200.000 и 60.000 пратилаца                | 16—18 галија и 60—80 других пловила                                        |
| Георгије Сфранцес    | 258.000                                   | 30 великих и 330 малих пловила, на другим мјестима даје укупно 480 пловила |
| Леонардо (с Хиоса)   | 300.000 (од тога 15.000 јаничара)         | 6 трирема и 10 бирема, укупно 250 бродова                                  |
| Критовул (с Имброса) | 300.000 без пратње                        | 350 пловила, не укључујући транспортна пловила                             |
| Лаоник Халкондил     | 400.000                                   | 30 тријера и 200 мањих чамаца                                              |
| Дука                 | 265.000 (од тога 15.000 јаничара) 400.000 | укупно 300 бродова                                                         |
| Исидор               | 300.000                                   |                                                                            |

### Османска артиљерија
Мехмед је наредио пројектовање артиљеријских оруђа довољно моћних да разбију зидине. Непосредно прије почетка непријатељстава, угарски топовски мајстор Урбан је понудио своје услуге цару Константину. Међутим, царска ризница није имала довољно средстава за учешће у биткама, па је његов приједлог пројектовања топова који би помогли у заштити града морао бити одбијен. Тада се Урбан обратио Мехмеду, који је платио четири пута већи износ од онога који је Урбан тражио. Имајући довољно средстава и материјала, угарски инжење је три мјесеца правио топ у Једрену. Огроман топ, назван „Базилика”, који је Урбан направио за Мехмеда, био је чудо технике. Топ је био дужине од 8,1 м и способан да баци камене кугле тешке 270 кг на 1,6 км (Рансимен је написао око 545 кг). Према проосманском историчару Критовулу, „овај топ је одлучио све”.
Нестор Искандер, који је учествовао у опсади, писао је: „Имали су два огромна топа, одмах избачена: један је имао топовско ђуле до кољена, а други до појаса”. Базилика је имала неколико недостатака: била су потребна три сата да се поново напуни, а било је врло мало топовских ђула. Прије опсаде Цариграда, знало се да су Османлије умјеле да излију топове средње величине, али величина неких оруђа, које су могли да направе и користе, далеко је премашила очекивања бранилаца града. Османлије су распоредиле већи број топова, од 50 до 200. Настајали су у обичним ливницама у којима су радили османски инжењери и ливницама топова, првенствено у Саруџи. Мехмед је раније поставио велику ливницу удаљену око 241 км, а сада је морао да организује довоз ових тешких топова. Припремајући се за посљедњи напад, Мехмед је наредио да се из Једрена, поред бомбарда, донесе 69 крупних оруђа, изливених на лицу мјеста. Овај караван је укључивао и огромни Урбанов топ, који је вукло 30 запрега, у којима је било 60 волова и више од 400 људи.

## Припреме за одбрану

### Посљедње објављивање уније
Потонуће млетачког брода и погубљење преживјелих чланова посаде, јасно су дали до знања да је Мехмед озбиљан. Константин је наложио заповједну и једом од његових најближих сарадника Луки Нотарасу да отпочне преговоре између заговника и противника Уније, али најчешћи противници компромиса нису хтјели да учествују у преговорима и тражили су сазивање сабора у Цариграду. И поред упорности противника, из очаја и жеље да подстакне католичке земље да пошаљу помоћ, цар Константин је 12. децембра 1452. у цркви Свете Софије објавио прихватање Фирентинске уније. Овој свечаности је присуствовао мали број становника града. Покушаји да се народу наметне унија наишли су на снажан отпор у Цариграду. Чак и међу онима који су подржавали унију, већина је то чинила само формално, очекујући заузврат појачање са Запада. Свој непријатељски став није крило ни православно свештенство. Антилатинско расположење најбоље се оглада у Нотарасовој изјави:
Више волим да у граду (Цариграду) видим турски турбан, него католичку митру.
Иако је аутентично ове изјаве спорна, она одражава прави дубоки сукоб између двије хришћанске конфесије. Марко Ефески је написао:
Зато, браћо, бјежите од њих [паписта] и од општења с њима; јер они су „лажни апостоли, дјелатници безбожништва, који се преображавају у Апостоле Христове.”

### Пасивност хришћанских држава
Папа Никола V није имао такав утицај на западне краљеве и кнежеве, на који су рачунале присталице уније у Византији. Владари западне Европе имали су и друге бриге, поред помоћи Цариграду. Француска и Енглеска су међусобно водиле Стогодишњи рат. Фридрих III Хабзбуршки је претендовао на кругу цара Светог римског царства. Јанош Хуњади је био спреман да се супротстави Османлијама, али не сам — био је у великој мјери ослабљен биткама с Муратом. Осим тога, у исто вријеме Хуњади се супротставио свом штићенику, угарском краљу Ладиславу V, који је постао пунољетан и желио да буде ослобођен старатељства. Бургундски војвода Филип III није противио иступању против Османлија, али је његов главни задатак био да се супротстави француском краљу Шарлу VII. Многи владари Пиринејског полуострва били су предалеко од Цариграда и њихови напори били су усмјерени против муслиманске пријетње с друге стране. Велика московска кнежевина је осудила унију коју је потписао Јован VIII, а прихватио Константин. Кнежевина Влашка је већ био османски вазал, а Деспотовина Србија је чак послала и један одред војника Мехмеду. Трапезунтско царство је такође било османски вазал.
Константин је 1451. послао изасланике тражећи од Млетачке републике дозволу да унајми критске стријелце. Поред тога, изасланик је папи доставио молбу цара да сазове нови сабор ради разрјешења несугласица око прихватања уније. Папин одговор је био да се Константин мора сам позабавити овим проблемом.
У Венецији је однос према ситуацији био двостран. Неки су промовисали став да ће пад Цариграда побољшати стабилност у регији и бити од користи за млетачку трговину. Заговорници овог гледишта вјеровали су да ће млетачка помоћ Византији подстаћи Мехмеда да заузме млетачке посједе у регији. Ипак, било је много више оних који су схватили да су Мехмедов најочигледнији циљ, након освајања Цариграда, управо млетачке колоније у Егејском мору. Потапање брода Антонија Рица, ојачало је позицију већине. Ипак, Венеција је имала ограничене могућности, пошто већ другу деценију била у рату са Миланом у Ломбардији и није жељела да наступа заједно са својим главним супарником, Ђеновом. Међутим, Млечани су дозволили Константину да регрутује војне на млетачком Криту. У Венецији су вођене расправе о помоћи коју ће република пружити Цариграду. Сенат је донио одлуку о слању флоте у фебруару 1453, али је то одложено до априла, што је већ било прекасно за употребу бродова у борби. Млетачка флота је изашла на море тек послије 17. априла и добила је упутство да сачека појачање код острва Тенедос до 20. маја, а затим пробије Дарданеле до Цариграда. Ђенова је имала сличне проблеме као Венеција и остала је неутрална. Управници ђеновских колонија Пера и Хиос добили су инструкције да избјегавају сваки сукоб са Османлијама. Истовремено, није спријечила своје грађане да учествују у сукобу на једној или другој страни. Папа Никола је позвао на крсташки поход, али се на овај позив одазвао само Алфонсо V, тако што је прво послао десет бродова (које је убрзо опозвао).

### Утврђења Цариграда
Цариград се налазио на полуострву која је образовало Мраморно море и залив Златни рог. Квартови који гледају на море и залив била су заштићени по ободу обале градским зидинама. Обала Мраморног мора била је сигурна за браниоце, јер брза морска струја није дозвољавала опсадницима да искрцају своје трупе на то мјесто. Овдје је град био заштићен једним зидом, који је вјероватно подигнут у 7. вијеку. Најрањивија тачка био је Златни рог (са ове стране су крсташи провалили у град 1204. године), а овдје постојао посебна одбрамбени систем. Преко улаза у залив био је развучен велики ланац. Један његов крај био је причвршћен за кулу Светог Евгенија на јужној обали залива, а други крај за једну од кула на сјеверној обали залива у Пери. На води је ланац био подржан сплавовима. Овај ланац је спријечио опсадну флоту да уђе у Златни рог и нападне град са сјевера, док је византијска флота могла да се сакрије иза њега. Зидине утврђења су биле сложен систем који је окруживао пријестоницу Византије и са копне (дужине 5,63 км) и са мора (дужине 13,49 км) и сматрани су једним од најбољих фортификационих система на свијету. Најутврђенији дио, двоструке зидине Теодосија II дужине од скоро 5 км, подигнуте у 5. вијеку, штитиле су већи дио копненог прилаза граду од Мраморног мора до Порфирогенитовог дворца. Најслабије тачке западног дијела копнених зидина били су зидине у предјелу долине потока Ликос и Влахернског бедема.
Двоструки бедеми Теодосија II састојали су се од четири нивоа заштите:
- дубок шанац ширине око 18,6 м, испуњен водом;[59]
- зидине високе око 2 м, која су имале улогу бруствера;[60]
- спољна тераса широка око 18,6 м, под називом Паратехион;[59]
- спољне зидине дебљине до 2 м, утврђене кулама на међусобном растојању од 45 до 90 м. Издизале су се око 3 м изнад садашњег нивоа Периболоса и око 8,3 м изнад Паратехиона. У дну четвороугаоних кула често се налазила мала просторија са стражњим вратима, кроз којих се могло ући у Паратехион и у подземни пролаз у град;[61]
- иза ових зидина налазила се унутрашња тераса, широка од 15 до 19,2 м, звана Периболос;[62]
- унутрашње зидине високе 9,3 м, утврђене са 96 четвороугаоних или осмоугаоних кула, које су биле поређане наспрам кула спољних зидина.[63]

На двоструким зидинама Теодосија II налазило се 10 двоструких (кроз оба зида)) капија, подијељене у двије врсте: грађанске и војне. Грађанске капије су имале називе, а војне серијске бројеве. Дио капије служио је само за удобност гарнизона:
- пет грађанских капија, испред којих су били мостови преко шанца; пролазак кроз ове капије вршен је у мирнодопско вријеме;[64]
- пет војних капија, испред којих није било постова преко шанца. Користила их је војска током опсаде. Спољне капије су водиле у Периболос, док су унутрашње капије са обје стране биле заштићене кулама избоченим напоље, што је омогућавало предност бочне ватре. Спољна Златна капија била је додатна заштићена с двије куле од стране града.[64] Прва војна капија налазила су се у близини Мермерне куле недалеко од Мраморног мора. Народ је ту капију звао Христова капија (данас Табак капија) због христограма који је на њима уписан.

Поред капије, у зидинама је било неколико потерни. Ради безбједности, налазили су се углавном у унутрашњем зиду и његовим кулама и водили су до Периболоса. У кулама спољног зида ријетке су биле потерне које су водиле до Паратехиона.
Од Порфирогенитовог дворца до Златног рога налазио се Влахернски бедем, који је подигнут у 7. вијеку и касније проширен. Подигнут је око истоименог округа, у коме су се налазили царски дворац и резиденција аристократије у посљедњим вијековима постојања Византије. Влахернски бедем није био двострук, као Теодосијев, и само је дјелимично био заштићен шанцем са водом с једне стране Златног рога. Међутим, снага бедема била је у његовој дебљини и издржљивости. Висина бедема била је око 12—15 м, дебљи од Теодосијевих зидина и са ближе распоређеним кулама. Смјештен на стрмној падини, није имао шанац, осим доњег краја до Златног рога, гдје је ископан за вријеме цар Јована VI. Османска артиљерија никада није успјела да га пробије током два мјесеца опсаде. Утврђени Порфирогенитов дворац у близини бедема подигао је цар Манојло I.

### Византијске снаге
Папа Никола се обавезао да ће послати три брода пуна намирница и послао је кардинала Исидора Кијевкског у Цариград да заговара унију. Исидор је стигао у Цариград 26. октобра 1452. са одредом од 200 напуљских стријелаца. На путу за Хиос, придружио му се бискуп хиоски Леондардо. Млетачка колонија града, коју је предводио бајло Ђироламо Миното, придружила се одбрани Цариграда након потапања брода Антонија Рица. Неколико бродова предвођених Алвизом Диједом и Габријелом Тревизаном, стигло је у Цариград почетком 1453. године. Неколико људи из Пере (која се налази на сјеверној обали Златног рога, насупрот Цариграда) приватно се укључило у одбрану града, упркос званичној неутралности колоније. Ђеновљани браћа Антонио, Паоло и Троило Бокијарди и кондотијер Ђовани Ђустинијани (јануар 1453) стигли су у Цариград са одредом од 400 војника из Ђенове и 300 са Родоса и Хиоса. Цар је Ђованију одмах, као искусном заповједнику, повјерио заповједање над одбраном копнених зидина. Неки Каталонци, предвођени конзулом Алфонса V Пером Јулијем, ступили су у службу Византије, као и претендент на османски пријесто Орхан и његова пратња.
Учесник у одбрани града Јакопо Теталди је процијенио број бранилаца на 6—7 хиљада људи, а бискуп хиоски Леондардо је писао о 6 хиљада Грка и 3 хиљаде Италијана. Сфранцес, који је организовао попис мобилисаних у граду крајем марта 1453, избројао је 4.773 (4.983) Грка способних за ношење оружја и 2.000 странаца. Већина Грка били су обични монаси или византијски грађани борбеног доба. Цар је тражио да се попис чува у тајности како се не би стварала атмосфера страха и панике у граду. Турски историчар Халил Иналџик је процијенио број бранилаца на 8—9 хиљада људи, с активном дијелом од 3 хиљаде Латина.
Артиљеријска одбрана Цариграда је била ограничена на неколико малих топова, који је Константин с муком стекао непосредно прије опсаде. Становници ђеновске Пере надали су се да ће их Османлије поштедјети. Неки извори кажу да је Цариград имао само 36.000 становника, али то је потцијењен број. У ствари, град је имао између 40 и 50 хиљада становника, што генерално одговара броју заробљеника које су Османлије одвеле након заузимања. Међутим, у поређењу са пола милиона становника који су насељавали град у вријеме процвата Византије, овај број је занемарљив. Због тога, велики области града су биле ријетко насељене, а град се састојао од малих квартова, одвојених међусобно култивисаним пољима и шумама.
Браниоци су имали флоту од 26 бродова: пет из Ђенове, пет из Венеције, три са млетачког Крита, један из Анконе, једна из Француске и десетак византијских бродова. Међутим, 26. фебруара седам италијанских бродова (шест са Крита и један из Венеције) са 700 људи, упркос заклетви да ће бранити Цариград, искрало се из пријестонице у вријеме Ђустинијанијевог доласка. Браниоци су били знатно ослабљени несугласицама између православних Грка и унијата и између Крка и западних католика, као и између католика из различитих земаља, на примјер, из Венеције и Ђенове. Ове несугласице су се наставиле све до самог пада града, а цар је морао да уложи много труда да их изглади.

## Диспозиција

### Распоред снага бранилаца
| Капије Цариграда | Распоред трупа |
| --- | --- |
| a — Орлова b — Ксилопорта c — Златна (I војна) d — II војна e — Изворска (Пигијска) f — III војна g — Регијска h — IV војна i — Св. Романа j — V војна (војна Св. Романа) k — Харисијска l — Цирка (Керкопорта) m — Калигаријска n — Влахернска | ДМ — Ђироламо Миното ББ — Браћа Бокијарди ДЛ — Ђустинијани Лонго КД — Константин Драгаш ТК — Теодор Каристо ТП — Теофил Палеолог ФК — Филип Контарини ДК — Димитрије Кантакузин ИК — Јакопо Контарини гм — грчки монаси О — Орхан к — Каталонци И — Исидор НП — Никифор Палеолог АД — флота Алвиса Диједа В — 70 османских пловила (послије 20. априла) |

Султан лично са својом пратњом је стигао 5. априла, а браниоци су заузели своје положаје. Према Рансимену, снаге бранилаца дуж зидина биле су распоређена на сљедећи начин (потпун списак бранилаца са њиховим положајима оставио је Леондардо Хиоски):
- Ђустинијани и цар Константин — код (V војне) капије Светог Романа. Константин и његове трупе чувале су Месотихион (средњи дио копнених зидина, гдје их је прелазио поток Ликос). Овај дио се сматрао најслабијом тачком у зидинама и овдје се највише очекивао напад. Ђустинијани је стајао сјеверно од цара, на Харисијској капији (Маријандрион). Касније, током опсаде, пребачен је у Месотихион да се придружи Константину, остављајући браћи Бокијарди да бране Миријандрион;
- Браћа Бокијарди из Ђенове бранила су околину Керкопорте и Порфирогенитов дворац;
- Бајло Гиљермо Миното и његови Млечани били су смјештени у дворцу Влахерна; браћа Лангаско и надбискуп хиоски Леондардно — иза шанца који се спуштао до Златног рога, Теодоро Каристо — између Калигаријеве капије и Теодосијевих зидина;
- Маурицио Катанео из Ђенове — на грађанској капији Светог Романа, јужно од Константина и Ђустинијанија;
- Теофил Палеолог — између Регијске и Пигијске капије;
- Филип Контарини из Венеције — на простору око II војне капије (од Пигијске до Златне капије);
- Мануел из Ђенове — на простору Златне капије;
- Димитрије Кантакузин — заузимао положај на најјужнијем дијелу Теодосијевих зидина.

Дуж морских зидина на Мраморном мору:
- Пере Јулије — у Великом дворцу са ђеновским и каталонским трупама;
- Кардинал Исидор Кијевски — чувао је врх полуострва;
- Јакопо Контарини — млетачки заповједник који се налазио у области око манастира Студионе;[б]
- Византијски монаси — мјесто на споју некадашњег Константиновог окна и мора;
- Шехзаде Орхан са 600 војника — лука Елефтериос (Теодосијева лука).

Златни рог:
- Алвисо Диједо, млетачки заповједник — на челу флоте;
- Габријеле Тревизано са млетачким и ђеновским морнарима — зидине.

Резерва:
- Никифор Палеолог са одредом од 700 људи — у средишту града код цркве Светих Апостола (како би могао брзо доћи до било које тачке гдје одбрана ослаби);
- Лука Нотарас — код бедема у предјелу Петре.

Ромеји су покушали да искористе своју малобројну артиљерију за одбрану Цариграда, али платформе на кулама изграђеним прије хиљаду година нису биле прилагођене за артиљеријску ватру, а када су топови устукнули, уништили су сопствена утврђења. Стога су браниоци скинули топове са кула и користили их за одбрану на равном терену.

### Распоред османске војске
У зору Великог понедјељка, 2. априла, пред градом су се појавили први османски одреди. Византијски напад их је ослабио, али је долазак појачања приморао трупе бранилаца на повлачење. У вријеме појаве османских трупа испред града, браниоци су имали ланац који је блокирао Златни рог између Пере и остатка Цариграда, а иза ланца је као додатна заштита постављено 10 бродова. Цар Константин је наредио да се сруше мостови који су прелазили шанац и да се затворе градске капије. Султан Мехмед је стигао 5. априла, а 6. априла је распоредио своје трупе на сљедећи начин:
- Заганос-паша се смјестио у Галати, како би контролисао ђеновску колонију;
- Караџа-паша са румелијском војском — између Златног рога и Харизијских врата, наспрам Влахернског бедема, односно наспрам Млечана под заповједништвом Гиљерма Минота.
- Исак-паша са анадолијском војском — наспрам јужног дијела двоструког Теодосијевог бедема. Султан Мехмед није вјеровао Исаку, па му је додијељен Махмуд-паша;
- Јаничари су стајали између Караџе и Исака;
- Сулејман Балтоглу, заповједник флоте, стигао је 12. априла и затворио опсаду. Он је контролисао Мраморно море и Босфор, држећи град у блокади како би спријечио помоћ Цариграду са стране.

Султан је разапео свој шатор у долини потока Ликос, одмах иза положаја које су заузимали јаничари, сјеверно од капије Светог Романа. Мехмед је послао изасланике са приједлогом за предају. У случају капитулације обећао је градском становништву очување живота и имовине, а Константину је обећао да му бити дозвољено да се повуче у Мистру, одакле ће владати као суверени владар Морејске деспотовине. Цар Константин је одговорио да је спреман да плати сваки данак, који би Византија могла да поднесе и да уступи било коју територију, али је одбио да преда сам град. У исто вријеме, Константин је наредио млетачким морнарима да марширају дуж градских зидина, показујући да је Венеција савезник Цариграда. Млетачка флота је била једна од најјачих у средоземном басену и то је морало утицати на султанову одлучност. Ипак, то није задивило Мехмеда, који је издао наређење да се војска припреми за јуриш.

## Прве борбе

### До 18. априла
Тешка оруђа су од 11. априла концентрисана на положајима у долини Ликоса. Пошто је примио Константиново одбијање да преда град, Мехмед је наредио да почне бомбардовање. Османлије су подигне двије огромне бомбарде, укључујући Урбанову Базилику, која је пустошила зидине Цариграда, иако је могла испалити највише седам хитаца дневно. Послије два дана бомбардовања, зидине на Харисијским капијама су дјелимично урушено, а шанац је дјелимично прекривен рушевинама. Исте ноћи, становништво је изашло на зидине да рашчисти шанац и поправи зидине. Све до коначног пада града, становници су сваке ноћи излазили на зидине да их поправљају. Мехмед, који је чекао још оружја, зауставио је бомбардовање и послао трупа да попуне шанац у близини зидина. Османска флота је 9. априла безуспјешно покушала да пређе Златни ланац, а након неуспјеха Балтоглу је окренуо бродове и одлучио да сачека црноморски дио флоте. Убрзо по доласка 12. априла, дошло је до борби у области Златног рога. Османски бродови су пуцали из топова, а морнари су покушавали да јуришају на хришћанске бродове. Међутим, виши византијски и италијански бродови успјели су да одбију напад, па чак и да пређу у противнапад. Под пријетњом опкољавања, Балтоглу се повукао. Због мање дјелотворности артиљерије на бродовима, султан је поставио топ на рт Галата, који је уништио један од хришћанских бродова, након чега је хришћанска флота отишла дубље у Златни рог.
Према ријечима Никола Барбара, учеснике у одбрани града, од 12. до 18. априла није било активних дејстава, а Османлије су само из топова гађале зидине. Током овог периода Мехмед је заузео преостале византијске тврђаве у околини Цариграда. Замак у Терапији на обали Босфора је бомбардован два дана, а гарнизон се предао тек након што је замак потпуно уништен. Замак Студиос на Мраморном мору заузет је у једном дану. Заробљеници — 40 војника из Терапије и 36 из Студиоса — набијени су на колчеве испред зидина Цариграда. На Принкипосу, главном острву Принчевских острва, гарнизон куле од тридесетак војника у близини манастир Светог Ђорђа одбио је да се преда. Балтоглу је пуцао на кулу из топова пребачених са бродова, али су хици били немоћни да униште дебеле зидине. Затим је кула окружена сувим грањем и запаљена, неки од бранилаца су запаљени, а они који су покушали да се пробију били су заробљени и погубљени. У знак одмазде за отпор гарнизона, Балтоглу је продао све становнике острва у ропство.
У ноћи 18. априла, у Мезотихиону (између капија Светог Романа и Хирисијских), Османлије су извршиле први већи јуриш на зидине Цариграда. Засипајући шанац, покушали су да спале блокаду од колчева, како би се приближили порушеном дијелу зидина и провалили у град, али је Ђустинијани успјешно одбио овај удар. Браниоцима је на руку ишло то што им у борби на уском простору Османлијама бројност није давала предност, док је искуство Ђустинијанових војника дошло до изражаја. Послије четири сата борбе, Османлије су се повукле. Према Барбару, они су изгубили 200 људи, док хришћани нису изгубили ниједног. Ова битка је подигла морал браниоцима.

### 20. и 21. април
Неколико дана касније, сукоб је настављен на Мраморном мору. Ујутру 20. априла, три ђеновска брода са храном и опремом под заповједништвом капетана Флантанеласа и један византијски брод са сицилијанским житом приближили су се Цариграду. На ушћу у Босфор код рта Серало, цијела османска веслачка флота опколила је четири хришћанска брода и напала их. Хришћани су ипак имали предност, јер су њихови бродови били виши и било је згодно да се са њих противници засипају стријелама и копљима. Приближавајући се византијским обалама, бродови су чекали док се јужни вјетар не смири. Становништво града је похрлило на зидине да посматра битку, а султан је одјахао на море, издавајући наредбе. Најприје је вјетар гонио бродове југоисточно од града и на сигурну обалу Златног рога, али је вјетар изненада утихнуо када су се бродови нашли под зидинама Акропоља, а струја је почела да тјера бродове на обалу ка Галати, гдје је био Мехмед са својом војском. Османлије су прво пуцале на хришћанске бродове, а онда су, пошто су подбацили и нису их потопили, одлучили да се укрцају. Ђеновљани су успјели да одбију бројне нападе, користећи предност у нивоима палубе, а Ромеји су узвратили грчком ватром. Међутим, византијски брод био је тешко оштећен и био на ивици потонућа, па су му се ђеновски бродови приближили и одржавали на површини. Упркос великим губицима, Османлије су наставиле да нападају бродове. Чинило се да ће хришћански морнари ускоро бити поражени, али се вјетар поново промијенио и помогао им да уђу у Златни рог. Овај мали успјех подигао је морал становника града. Османски губици износили су око стотину погинулих и триста рањених. Хришћански губици износили 23 погинула, али је половина преосталих морнара рањена.
Међу османским заповједницима, неуспјех у одлагању бродова довео ј до обнављања расправе о препоручљивости наставка опсаде. Током битке, Балтоглу је тешко рањен у око. Послије пораза, изашао је пред султана, који је наредио да му одсјеку главу (и набију на колац). Живот су му спасили јаничари, који су свједочили о његовој храбрости и истрајности у борби, након чега је Мехмед преиначио своју одлуку. И поред тога што осрамоћени адмирал није погубљен, његова имовина је подијељена јаничарима, а он лично је батинан по табанима (Дука тврди да је Мехмед лично Балтоглуу задао стотину удараца). На његово мјесто Мехмед је поставио Хамзу-бега.
Упркос чињеници да је стално бомбардовање зидина већ довело до уништења једне од кула (Виктинијева кула) код потока Ликос 21. априла, Османлије још нису нападале. Да су у то вријеме Османлије кренуле у јуриш, тада би, према ријечима очевидаца, град пао. Међутим, султан је у то вријеме био на обали Босфора на мјесту званом Двије колоне, очигледно планирајући пребацивање бродова. Одсуство султана у том тренутку спасило је град, а онда је процијеп је брзо закрпљен импровизованим материјалом. Послије битке 21. априла, браниоци су у доњем дијелу котлине подигли палисаду, замјењујући спољни зид, како би неутралисали опасност од појаве процијепа.
Инцидент са Урбановим топом датира око 24. априла. Нестор Искандер је писао о његовом уништењу 13. дана борбе: „Зустенеја (Ђустинијани), нишанећи из свог топа, погодио је тај топ, и разнио околно зеленило”.

### Пребацивање бродова
Мехмед је одлучио да употријеби трик да своје бродове превуче у Златни рог. Током похода на Ломбардију, Млечани су вукли бродове копном од ријеке По до језера Гарда на дрвеним платформама са точковима. Вјероватно је неко од Италијана који су били у његовој служби обавијестио султана о томе. За разлику од Млечана, који су превозили своје бродове преко равнице, Мехмед је морао да своју флоту превуче преко брдовитог терена са висинском разликом већом од 60 м. План је био да се преко Галатског брда поред зидина Пере (Галата) од Босфора до Златног рога изгради пут од науљених трупаца којим би се бродови вукли до обале Златног рога, гдје би били поново поринути. Почетак руте је био код Двије колоне (означено на карти Буонделмонтија, налазио се тамо гдје се данас налази Долмабахче). Мехмед је организовао радове од 21. априла уз помоћ хиљада занатлија и радника, док је топ постављен код Пере непрекидно бомбардовао околину ланца да би прикрио припреме. У зору 22. априла први бродови су одвучено уз помоћ волова до Златно рога. Састављени вагони са ливеним точковима спуштени су у воду, подвлачени под труп бродова, а затим, уз помоћ волова, извучени на обалу заједно са бродовима. Убрзо су османски бродови поринути испред капије Спига (мјесто поринућа бродова је сада лука Касимпаша у Галати), а усидрени су у Златном рогу. Ашикпашазаде је тврдио да је превезено 70 бродова, а Константин из Островице 30. Хришћански извори наводе од 67 (Критовул) до 80 (Јакопо Теталди).
Браниоци Цариграда су 23. априла одржали сабор, али су имали мало могућности за дејство. Капетан Ђакомо Коко из Трапезунда предложио је да османску флоту запали грчком ватром са својих бродова када падне мрак. Прво је планирано да се план спроведе у ноћи 24. априла, али је операција одложена за 28. април. У ноћи 28. априла, чим су се хришћански бродови подигли сидра, са једне од кула Галате упућен је Османлијама јак свјетлосни сигнал, а Коков брод је уништила османска флота која је чекала. Једна од галија и транспорт су успјели да се извуку без већих оштећења, али су мања пловила претрпјела велике губитке. Мехмед је наредио погубљење заробљених морнара (40 или 33) испред градских зидина, као одговор, а Ромеји су погубили 260 заробљеника на зидинама пред очима османске војске. Браниоци су изгубили једну галија, фусту и деведесет морнара.
Савремени су оптуживали Ђеновљане да су обавијестили султана о овим плановима: Дука их је непосредно оптужио, Барбаро је Галату назвао издајником, надбискуп Леонардо је наговијестио издају, Михаил Критовул и Убертино Пускуло су писали да је Мехмед добио информацију из Галате. Пускуло је именовао издајника из Пере, који је обавијестио султана о плановима бранилаца, као Анђела Закарија. Такве оптужбе је тешко оповргнути, али по ријечима Едвина Пирса, „треба имати на уму да се вапај за издајом обично подиже у сличним случајевима када нешто крене наопако, а пошто је припрема морала бити позната тако много људи, онда би било заиста изненађујуће да Мехмед није знао оно што је толико људи знало”.
Заузима дијела Златног рога омогућило је Османлијама да побољшају комуникацију између војке на Цариградским зидинама и војске под заповједништвом Заганоса, која се налазила у Пери. Саградили су понтонски мост од стотина винских буради везаних у пару преко Златног рога и више нису морали да га обилазе и заобилазе. Мост се показао корисним и на други начин — на њега су постављани топови и с мора су гађане зидине Влахерне, оне најслабије утврђене.
Појава непријатељске флоте разорно је утицала на расположење становништва, које је чувало сјећање на страхоте крсташког заузимања града, који су са Златног рога у град продрли кроз морске зидине. Да би спријечили понављање катастрофе из 1204. године, браниоци су морали да пребаце дио ионако малог контингента на ове зидине. Само дио османске флоте био је у заливу, друга половина је остала у Босфору, а браниоцу су били принуђени да своју флоту држе усидрену, како би спријечили повезивање оба дијела османске флоте.

### Млетачка појачања
Миното се 26. јануара 1453. обратио за помоћ Млетачком сенату. Иако је његов захтјев примљен 19. фебруара, флота коју је предводио Алвисо Лонго кренула је тек 13. априла. Притом није кренула ка Цариграду, него ка Тенедосу — да прикупи податке о стању у Цариграду и о османским трупама. Лонго је добио инструкције да тамо сачека адмирала Ђакома Лоредана до 20. маја, прије него што настави ка Цариграду и преда заповједништво бајлу Миноту. Лоредано је напустио Венецију тек 7. маја, а затим отишао на Крф да би му се придружила галија са острва. Заједно са Лореданом јахао је и млетачки изасланик код султана Бартоломео Марчело. Упутства изасланика била су да покуша да склопи мир између страна, увјеравајући Мехмеда о мирољубивим намјерама Венеције.
Папа се мучио да организује експедицију у помоћ Цариграду, али су сви у Италији били увјерени да град може дуго да издржи. Венеција је 10. априла сазнала да кардинали спремају дао свом трошку опреме малу флоту од пет бродова. Истовремено, послије 31. маја, сјеверни вјетрови су отежавали пловидбу мореузом и било каква помоћ је већ била бескорисна. Тек 5. јуна (седмицу послије пада Цариграда) представник Дубровачке републике обавијестио је Венецију да је папа спреман да плати 14.000 дуката за флоту. У Венецији је овај износ сматран недовољним, што је одложило слање експедиције, која више и није била неопходна.

### Слање бродова
Након што су дјелимично заузели Златни рог, Османлије су наставиле да бомбардују град без непосредног напада. Становници града су се суочили са несташицом хране. Залихе су се смањиле, рибари више нису могли да пецају због османских бродова у Златном рогу. У опкољеном граду још је постојала нада ће их Запад није заборавио и да је хришћанска војска или флота већ на путу ка граду. Цар је одлучио да пошаље брод у потрагу за млетачком ескадрилом. Хришћански брод са османском заставом и посадом у османској одјећи кренуло је из Златног рога према Егејском мору 3. маја. Брод се вратио у град 23. маја, без икаквог успјеха у потрази. Посада брода није могла да се врати у Цариград и побјегне, али су морнари одлучили да подијеле судбину са опкољенима. Од Константина је поново затражено да напусти град и оде на Запад да потражи помоћ, као његов отац Манојло II током Бајазитове опсаде 1399. године. Цар је то категорички одбио, одлучивши да остане у граду.

## Јачање притиска

### Појачано бомбардовање
У међувремену су се у Цариграду захуктали односи између Ђеновљана и Млечана. Први су оптужени за издају, што је проузроковало неуспјех 28. априла, а они као одговор су оптужили Млечане за кукавичлук. Морал бранилаца је слабио. Мехмед је наставио да захтјева предају града, нудећи у замјену гаранције безбједности становницима и њиховој имовини, а цару је обећао изгнанство у Мореји. Почетком маја појачао се интензитет бомбардовања, а 6. маја је обновљен Урбнов топ. Према Нестору Искандеру, двадесетпетог дана опсаде „безбожни [султан] је наредио да се поново смота онај огромни топ, јер су га, надајући се да су га причврстили, спојили гвозденим обручима, А кад су из њега пуцали, топ се одмах распао у многе комаде”. Градске зидине су се све више урушавале, упркос напорима становништва да их поправе. Османлије су поново покушале у ноћи 7. маја да пробију одбрану код капије Светог Романа, али је захваљујући дјеловању цара и Ђустинијанија напад одбијен. Послије овог напада, Млечани су одлучили да сву војну опрему са својих бродова однесу у складишта у самом граду, а цар је 9. маја одлучио да све млетачке бродове који нису били потреби за заштиту ланце на Златном рогу одвезу до Просфоријанске луке (на излазу из Златног рога) и пошаље одреде на оштећене зидине Влахерне. Ова одлука је наишла на негодовање морнара, али су до 13. маја стајали на зидинама. У ноћи 12. маја, на мјесту гдје се спајају двоструке зидине Теодосије II и зидине Влахерне, Османлије су поново јуришале, али је и овај напад одбијен. Захваљујући доласку млетачких морнара 13. маја, одбијен је нови напад Османлија, који је почео нешто прије поноћи.
Након што је усидрио већи дио млетачке флоте, Мехмед је одлучио да ништа више не угрожава његову флоту у Златном рогу и 14. маја је уклонио сву артиљерију са сјеверне обале залива и поставио је уз зидине Влахерне на понтонском мосту. Неколико дана касније, артиљерија је пребачена у долину Ликоса. Главни топови Османлија налазили су се на брду наспрам капије Светог Романа, која била најнепоузданија. Након тога, зидине у долини Ликоса су биле изложене сталном бомбардовању.

### Поткопавање зидина
Османлије су покушале да поткопају темеље зидина копањем тунела. За то су кориштени српски рудари из Новог Брда. Рудари су у почетку копали минске галије на подручју Харисијске капије, али су због непогодних услова своје дјелатности пренијели на подручје Калигарске капије. Османска флота је 16. и 17. маја, уз гласак звук труба и добоша, пришла ланцу на Златном рогу, симулирајући напад на њега. Међутим, када су се бродови приближили ланцу, једноставно су наставили да плове поред ланца. Исто се догодило и 21. маја. На овај начин Османлије су скретале пажњу бранилаца и прикриле буку радова рудара.
Недалеко од Калигаријске капије 16. маја откривени су тунели због буке коју су правили рудари. Међу браниоцима града пронађени су стручњаци за рударство, а копање противтунела је организовано под вођством инжењера њемачког или шкотског поријекла Јохана Гранта. Неки од османских тунела су потопљени, док су византијски војници провалили у друге и побили копаче. Према Барбару, у области Калигаријеве капије, гдје нема барбакана, тунели су откривени неколико пута: 21. маја у подне (запаљен), 22. маја увече (запаљен), други тунел се сам срушио 22. маја. Ујутро 23. маја, браниоци су пронашли још један тунел у близини недалеко од мјеста гдје су пронађени остали. Такође је запаљен и срушен на рударе када су ослонци изгорјели, али су у овом тунелу заробљена и двојица Османлија. Након мучења, пријавили су мјеста свих тунела. Тада су им главе одсјечене и бачене преко зидина. Након тога, браниоци су 24. и 25. маја открили посљедња два тунела, од којих је један био зазидан, а други срушен. Више није било ископавања. Према Теталдију, било их је укупно 14.

### Опсадне куле
Велика препрека за Османлије био је шанац испред зидина, који је су покушали да затрпају, али су браниоци преко ноћи поново ископавали. Мехмед је 18. маја „наредио, окупивши се свом снагом, да се до зидина котрљају огромне покривене опсадне куле”. Османлије су до порушене куле Светог Романа довукле опсадну кулу и поставиле је на врх откопа. Барбаро је описао ове опсадне куле као изграђене од снажног основа прекривеног камиљим кожама. Изнутра су биле напола испуњене земљом да би заштитили војнике у кули. Ископали су пролаз до куле, покривајући је одозго. Под заштитом куле, османски војници су засули шанац. Иако су браниоци током дана покушавали да онеспособе и униште кулу, радници под њеним окриљем за један дан су затрпали шанац. Током ноћи, међутим, неколико бранилаца се ушуњало до куле, смотало буре барута, запалило фитиљ и повукло се. Огромна експлозија је уништила кулу, па су браниоци преко ноћи успјели да ископају већи дио шанца и поново обнове зидине. На сличан начин је уништено још неколико османских опсадних кула, након чега је ова тактика одбачена, а преостале куле ликвидиране.

### Знамења
Морал бранилаца је пао послије повратка брода 23. маја, који није наишао на помоћ. Сви су знали за предвиђања да ће посљедњи цар, као и први, носити име Константин и бити Јеленин син. Постојало је и предвиђање да Цариград неће пасти на све већи мјесец. Током ноћи 24. маја био је пун Мјесец, а затим је Мјесец требао да се смањује, када је услиједило помрачење. Уплашени становници града одлучили су да сутрадан проведу литију кроз град, али је икона пала и нису могли да је подигну, затим је пао велики пљусак, замијењен густом маглом, а ноћу око куполе Свете Софије примјећено је исијавање. Николо Барбаро је писао:
Овај знак је заправо учинио да овај славни владар разумије, да ће се пророчанство обистинити и да се његовом царству ближи крај, као што је и било. С друге стране, овај знак се чинио Турцима као знак побједе, који су се веома обрадовали и уприличили велики празник у свом логору.

### Посљедњи дани
Временом је слабио и морал османске војске. Османлије су се плашиле доласка хришћанских појачања, посебно зато што је Јанош Хуњади тврдио да је слободан од мира потписаног са султаном. Осим тога, османска флота је претрпјела неколико неуспјеха. Мехмед је поново покушао да обезбједи предају града. Око 25. маја послао је изасланика Исфендијароглу Кизила Ахмед-бега. Рансимен је сматрао да је циљ преговора да се Ромеји убједе да предају град у замјену за несметан излазак са цјелокупном имовином из града свима и неприкосновеност преосталих становника, а за Константина — власт у Мореји. Према Бабингеру, Мехмед је понудио Константину да пређе у ислам, да би се спасао. Међутим, цар је пристао на огроман откуп за прекид опсаде и плаћање годишњег данка од 70.000 дуката убудуће, под свим условима, учинио је све уступке, осим једног — предаје Цариграда. Као одговор, Мехмед је најавио невиђену суму откупнине и годишњи дана од 100.000 златних византина, који град није могао да плати. Истовремено, како је вјеровао Бабингер, након Халкокондилома, прави циљ ових преговора није била предаја града. Мехмеду је било потребно да се његов човјек инфилтрира у град и обавијести га о стању унутар зидина.
Мехмед је 26. маја окупио своје савјетнике, желећи да чује њихово мишљење. Халил-паша је од самог почетка био против сукоба са хришћанима и опсаде града, што је, по његовом мишљењу, донијело само губитке султанату, а сада је војска била у опасности да се суочи са доласком западних појачања. Идеја да Халил-паша добија поклоне од Ромеја није гласно изражена, али од тада везир пада у немилост султана. Заганос-паша, као и многе друге младе војсковође, заговарао је наставак опсаде. Према Сфранцесу, Заганос-паша је тврдио да Цариград нема одакле да очекује страну помоћ, јер међу „италијанским и другим западним владарима… нема једноумља. А ако би, ипак, неки од њих, с муком и бројним резервама, дошли до једноумља, онда би ускоро њихов савез изгубио на снази: јер чак и они који су везани савезом заузети су крађом туђе имовине — вребају једни друге и чувају се”. Ове ријечи свједоче о томе да су султан и највиши достојанственици били добро упућени у спољнополитичку ситуацију. Мехмед је подржавао помоћнике који су заговарали наставак опсаде. Припреме за велики напад су убрзане, испоручен је материјал за затрпавање шанаца, постављени су топови на нове платформе, а бомбардовање зидина око Мезотихиона појачано је 26. и 27. маја. Истог дана, Мехмедови изасланици најављују трупама посљедњи јуриш на град и мотивишу их обећањем да ће у року од три дан опљачкати освојени град. Цијели дан 27. маја војска је закопавала шанац, а у поноћ су радови обустављени, пошто је султан понедјељак 28. маја прогласио даном одмора и припрема за завршни јуриш.

## Посљедње припреме

### Завршне припреме Османлија
Мехмед је направио општи инспекцијски обилазак. Наредио је цијелој флоти у Златом рогу и Мраморном мору да се припреми за јуриш, морнари су требали да покушају да се попну на зидине Цариграда како би натјерали опкољене да растуре своје снаге и задрже људе на сваком дијелу зидина. Заганос-паша је требао да помогне морнарима, док су се остале османске снаге концентрисале у области бедема Влахерне. Десно од њега, до Харисијске капије беглербег Караџа-паша био је одговоран за напад, док су Исак-паша и Махмуд-паша предводили анадолске снаге за јуриш између капије Светог Романа и Мраморног мора. Султан је преузео контролу над долином Ликоса, најслабијом тачком византијске одбране.
Султан се састао и са представничем Пере и захтјевао да под пријетњом казне не пружају никакву помоћ опкољеном граду. У говору својим заповједницима и везирима, он је истакао да град није непобједив, а да су браниоци исцрпљени, малобројни и недосљедни.
Остатак дана, од зоре до ноћи, Турци нису ништа радили, осим што су зидина доносили веома дугачке љестве, да их употребе сљедећег дана, што је требало да буде врхунац напада. Таквих је љестава било око двије хиљаде, а послије тога су подигли многе препреке да би заштитиле људе који су љествама требали да се попну до зидина.

### Припреме у Цариграду
У граду је одмах препозната одлука Османлија да крену у одлучујући јуриш, пошто су хришћани који су се налазили у османској војсци о томе обавијестили браниоце путем биљешки везаних за стријеле, бачених преко градских зидина. Ни у овим посљедњим сатима није било јединства међу браниоцима. Сукоб између Ђеновљана и Млечана је ескалирао. Млечани су поново оптужили Ђеновљане за неутралност Пере и издају. Леонародно је описао како су се, припремајући се за посљедњи јуриш, Ђустинијани и Лука Нотарас посвађали око тога гдје треба поставити артиљерију. Ђустинијани је претпоставио да ће зидине и куле у долини Ликоса преузети главни удар, а Нотарас ће желио с њима ојачати одбрану зидина дуж Златног рога. Сукоб је морао да ријеши цар, који је стао на страну Ђустинијанија. Други сукоб је био између Италијана, који су углавном добровољно учествовали у одбрани града, и мјесног становништва, Грка. Италијани су оптужили Грке за похлепу:
На данашњи дан ми хришћани смо направили седам кола са мантелетима, да их поставимо на копнене зидине. Када су ови мантелети направљени, донијели су их на трг, а бајло је наредио Грцима да их одмах однесу до зидина. Али Грци су то одбили, осим ако им не буде плаћено, а те вечери је настала свађа јер смо ми, Млечани, били вољни да платимо готовином онима који су их носили, а Грци нису хтјели да плате. Када су заштитне даске коначно однијете на зидине, био је мрак и нису се могле поставити на зидине до напада, а ми их нисмо користили због похлепе Грка.
Посљедња поправка зидина извршена је 28. маја. У понедјељак, 28. маја, улицама града су ношене иконе, одржана је литија уз појања „Помилуј нас”, којој су прсуствовали сви који тренутно нису били на дужности или нису били ангажовани на поправци утврђења, без обзира на вјероисповијест. Реликвије су однијете до најслабијих тачака зидина, а Константин је пред свим браниоцима одржао завршни говор. Касније је отишао у замак у Влахерни, гдје се опростио од чланова своје породице. Потом се цар помолио у цркви Свете Софије, и до поноћи, у пратњи Сфранцеса, отишао на посљедњу инспекцију зидина, након чега су се вратили у Влахерну и са куле на најистуренијем дијелу Калигаријске капије посматрали припреме Османлија. Око један сат послије поноћи, цар је напустио свог секретара.
Увече су се браниоци вратили на своје положаје. Ђустинијани и његови људи стајали су на најслабијој тачки зидине Мезотихиона. Капија унутрашњих зидина била је затворена, тако да се нису могли повући.

## Посљедњи јуриш
За вријеме посљедњег јуриша, зидине Цариграда биле су озбиљно ослабљене, а османска артиљерија је направила три процјепа. Први је био између Андријанопољске капије и Порфирогенитовог дворца, други код капије Светог Романа у долини Ликоса, а трећи код Треће војне капије. Процјеп у долини Ликоса био је највећи.
Лауро Квирини је 15. јула писао са Крита папи Николи V и описао посљедњи напад као три таласа. Барбаро је такође писао о три етапе:
Султан је подијелио своју војску у три групе по педесет хиљада људи: једну су чинили хришћани који су против његове воље држани у његовом логору, другу групу су чинили обесправљени људи, сељаци итд., а трећу су чинили јаничари.

### Први талас
У ноћи 28. на 29. мај, око пола један ујутру, османске трупе дуж цијеле линије јуришале су кроз процијепе. Посљедње хришћанско богослужење у цркви Свете Софије још је трајало, када је почео посљедњи напад на град. У османској војсци бубњеви, трубе и фруле, дигли су јаку, заглушућу буку. У Цариграду је подигнута узбуна и сви способни да носе оружје, заузели су мјеста на зидинама и на процјепима. Османлије су испуниле шанац испред зидина, а браниоци нису могли да их спријече. Неколико хиљада нерегуларних војника, праћени виком и трубама, напало је зидине Цариграда како би изморили браниоце. У њиховим редовима поред Османлија били су Словени, Угари, Нијемци и Италијани са љествама. Иза ових непоузданих војника, Мехмед је поставио ред јаничара. Османски губици су били веома велики. Напори нападача били су усредсређени у области долине Ликоса. Њихов напад био је пријетећи само на овом мјесту, на другим мјесто били су лако потучени. У долини Ликоса, одбрану је предводио Ђустинијани Лонго, а ту су се налазили и сви аркебузи и топови који су се налазили у граду.
Османске трупе које су нападале, претрпиле су огромне губитке, а многи ратници су били спремни на повлачење како би избјегли бомбардовање са зидина. Историчар Дука је писао да је сам султан, лично „стојећи иза војске са жељезним штапом, отјерао свој војнике до зидина, некима ласкајући благодетним ријечима, а некима пријетећи”. Према ријечима Халкокондила, казна за плашљивог ратника била је тренутна смрт. Према псеудо-Сфранзиосу, „чауши и дворски равдухи (војни полицајци у турској војсци) почели су да их туку жељезним моткама и бичевима како не би показивали леђа непријатељу. Ко може да опише вапаје, вриске и туборне јауке претучених!” Послије двочасовне битке, османски заповједници су издали наређење за повлачење. Грци су почели да обнављају привремене баријере у процијепима.

### Други талас
Мехмед је наредио повлачење и послао анадолијске трупе Исак-паше да нападну шанац код Треће војне капије (Тритон). Борба на уском простору дала је предност браниоцима, велики број нападача им је сметао. Урбани топ је уништио палисаду, што је омогућило да 300 нападача продре у зидине, али је Константинов одред успио да их истисне. И у осталим секторима одбране, браниоци су успјевали да одбију нападе. Са јужних зидина, један одред војника је отишао у помоћ браницима у долини Ликоса, монаси и Орханов одред су одбили неколико напада са Мраморног мора. На зидини Златног рога, Османлије нису биле у стању да заиста угрозе одбрану Византије. Напад одреда Заганос-паше на дворац Влахерна одбили су Млечани, а напад Караџа-паше одбили су браћа Бокијарди.

### Трећи талас
Након повлачења анадолијских трупа под заповједништвом Исак-паше, налет граната погодио је зидине, након чега је услиједио трећи напад. Напад је преводило 3.000 јаничара, које је сам султан Мехмед довео до шанца утврђења и послао у напад. Јаничари су напредовали у двије колоне. Један је на јуриш упао на Влахернски бедем, а друго је дошао до процјепа у долини Ликоса. Упркос умору, браниоци су успјели да одбију овај напад. Опкољенима се, према Барбау, чинило да је побједа могућа у тренутку када се на једној од кула појавила османска застава.
Како су Османлије ушле у град није тачно познато. Никола де ла Тучија је писао о Фирентинцу Нерију, који је живио 36 године у Цариграду и уживао повјерење цара. Према Николу, Нерију су повјерени кључеви од капија и управо је Нери отворио капију Османлијама током посљедњег јуриша. Ђеновљани су, примјетивши османску заставу, кренули на њега. У том тренутку одвио се догађај који се сматра прекретницом посљедњег јуриша и кључним тренутком опсаде — Ђустинијани је рањен код капије Светог Романа метком или стријелом (у руку или бедро). Хоџа Садедин је то описао на сљедећи начин:
Вођа чистих ниткова, борећи се са нашим јунацима, попео се на бедеме, да узврати поборницима вјере. Храбар окретан младић попео се на зидину замка, као паук, и, извлачећи своју криву сабљу, једним ударцем изазвао да његова совина душа излети из нечистог гнијезда свога тијела.
Од тада је Ђустинијанијев чин био контроверзан. Наводно да је остао са дежурним одредом, Цариград би можда био спасен.
Нестор Искандер је тврдио да је Ђустинијани рањен два пута. Уочи посљедњег јуриша, или на самом почетку, „улетјела је камена топовска кула и, павши, ударила Зустунеја у груди и поломила му груди. И паде на земљу, а чим су га полили водом, однијели су га његовој кући”. Послије рањавања у груди, „лијечен је цијелу ноћ”, али се никада није опоравио. Други пут су „бацили копље и погодили Зустунеја, и ранили га у десно раме, а он је пао на земљу, као мртав”. Поред Нестора Искандера, двоструку рану Ђустинијанија поменуо је Николаос Секундинос, који је послије опсаде дошао у Цариград (с млетачким изаслаником Бартоломеом Марчелом) да преговара о откупу заробљених Млечана. Секундинос је написао „Ђовани [Ђустинијани]… је почео да губи наду у спас града и задобио је двије ране”. Информације које је Николаос прикупио од преживјелих у опсади Цариграда. Друга рана је изазвала јак бол. Ово је драгоцјена информација која објашњава Ђустинијанијев одлазак са зидина.
Извори су описали Ђустинијанијеву рану на различите начине: са стријелом у десној нози; у прса ударцем из самострела; оловни метак му је пробио руку и оштетио оклоп; рањен је кулеврином у раме; ударио га је један од његових војника. Према Роџеру Кроулију, заговорнику верзије о двије ране, највјероватније је да је током другог рањавања Ђустинијанијев оклоп био пробијен оловним метком, али је тешко оштећење било скривено иза мале спољашње рупе.
Млечани и Грци, предвођени царем Константином, остали су сами. Константин је покушао сам да заустави продор Османлија, без Ђеновљана, послао је своје посљедње резерве на капије, али је било касно. Цар је пожурио у долину Ликоса, до капије кроз коју је Ђустинијани ушао у град, и покушао да организује одбрану, али су браниоци већ започели повлачење. Даље, у неким излагањима се помиње извјесни јаничар Хасан, који је на челу одреда од 30 људи успио да упадне у процјеп. Половина њих је убијено, заједно са Хасаном, а остали су се консолидовали. Јаничар Хасан се не помиње у описима његових савременика. Његово име се по први пут налази у Хроници Магис (Псефдо-Сфранцзи), која је фалсификат М. Мелисургос-Мелисеноса:
Извјесни јаничар, по имену Хасан (а овај џин је дошао оз Лупадије), држећи лијевом руком штит над главом, а десном држећи мач, попе се на зид — одакле је видио нашу сметеност. За њим је ишло још тридесетак других, који су се натјецали у храбрости. Наши, који су остали на зидинама, ударали су их копљима, ударали стријелама, и на њих наваљивали огромно камење, тако да је њих осамнаесторо отјерано са зидина. Но Хасан је одлучио да не заустави јуриш, док се не попне на зидине и натјера наше људе у бјекство… побијено је немало Турака. Током ових борби за зидина је пао и Хасан, који је ударен некаквим каменом. Наши, окренувши се према њему и видјевши га како лежи, почели су да га гађају камењем са свих страна. Подигавши се на кољено, бранио се, али је од многих рана спустио десну руку и био засут стријелама.
Посљедњи браниоци су постепени потиснути на унутрашњи бедем, гдје су у великом броју погинули у шанцу од османских граната. Према Барбару, „у изласку Сунца Турци су ушли у град код Сан Романа, гдје су некада биле зидине, сравнивши их топом”.
Дука је догађаје описао мало другачије. Према његовим ријечима, одлазак Ђустинијанија није био критичан, већ послије одласка Ђустинијанија, браниоци на челу са Константином одбили су напад Османлија на капији Светог Романа. Ипак на споју зидина Теодосија и Влахерне, у сектору, који су бранили браћа Бокијарди, за ноћне борбе против Османлија браниоци су користили малу капију звану Керкопорта (Циркова капија). Вјероватно је неко заборавио да их затвори и то је брзо открио одред јаничара од око 50 људи, који су продрли у град и напали браниоце са задње стране. Дука је једини хроничар који је ово извјестио. Рансимен се држао Дукине верзије и написао да је Керкопортова потерна била затворена, отворена за налет и грешком остављена отворена, што су опсадници искористили.

### Константинова смрт
На овај или онај начин, Османлије су пробиле зидине града — кроз Керкопорту, друге капије или кроз процјеп у зидини. То је одмах довело до слома одбране Цариграда, пошто, због малобројности, браниоци нису имали резерве да спријече овај продор. Све бројније гомиле нападачких јаничара притекло је у помоћ онима који су се пробили, Ромеји нису имали снаге да се избори са притиском непријатеља. Према традиционалној верзији (објашњавају Рансимен и Бабингер), цар, чувши за непријатељски пробој кроз луку и схвативши да се град не може спасити, одбаци сва знамења царског достојанства, осим својих чизама, у јурну у бој. Ова верзија заснована је на опису Критовула, према којем су посљедње ријечи цара биле: „Град је пао, ја немам више за шта да живим”. У јеку борбе, Константин је задобио два ударца — у леђа и лице.
Према Бабингеру, након заузимања града, по наређењу Мехмеда, претресено је мјесто битке и пронађено је тијело у пурпурној обући, које су препознали као Константиново. Одсјечена глава цара стављена је колону Августа, а затим послата „у драгоцјеној кутији од једног муслиманског владара до другог”. Мјесто укопа тијела је непознато. Према Бабингеру, Грци су крајем 16. вијека запалили свијеће у знак сјећања на Константина у једној гробници на тргу Вефаа, али су Османлије уклониле све трагове гробнице, „и само једно дебло старе врбе у углу двора упућивало је на напуштено мјесто царевог посљедњег почивалишта — трошни камен”.

## Судбина бранилаца града
Ђустинијани је стигао на Хиос на ђеновљанском броду, а почетком јуна је преминуо од задобијених рана. Иако је град опстао толико дуго само захваљујући њему, многи Млечани, Ромеји, пак и неки Ђеновљани (нпр. надбискуп Леонардо) сматрали су га кукавицом и дезертером. Браћа Бокијарди су се такође борила након што су Османлије продрле у град, али су схватили да је то бескорисно и почели су да пробијају до бродова. Паоло је ухваћен и погубљен (или рањен и убијен), док су Антонио и Троило успјели да се попну на ђеновљански брод и склоне се у Перу. Млечани, предвођени бајлом Минотом, били су практично опкољени у Влахерни. Паоло, Минотов син, погинуо је као и многи други. Миното са својим другим сином Зорђијем, заједно са осталим припадницима племства, остављени су живи ради откупа. Касније је султан наредио погубљење Минота са његовим сином и још шест војсковођа. Двадесет девет Млечана је касније откупљено. Каталонци су се борили до краја. Неки од њих, заједно са конзулом Пере Јулијем, ухваћени су и касније погубљени. Филип Контарини и Димитрије Кантакузин су заробљени након османског продора. Током покушаја пробоја, већина њихових ратника је убијена, а Димитрије, Филип и неки племенити ратници су заробљени. Шехзаде Орхан и његов пратња су до посљедњег одолијевали нападачима. Орхан је покушао да се сакрије под маском монаха, говорећи на грчком, али је ухваћен и препознат. Његова одрубљена глава је однесена султану. Јакопо Теталди је успио да побјегне. Био је у могућности да стигне до обале два сата након што су Османлије продрле у град. Скинуо је одјећу, бацио је у воду и допливао до бродова, а с једним је и одведен. Успио је у посљедњем тренутку — осврћући се, примјетио је да су успјели да заробе оне који су га слиједили. Неки су побјегли на другу страну Златног рога. Подеста Галата (Пере) Ломелино је написао: „Уз велики ризик, одвео сам их до насеља близу палисаде; никада нисте видјели ништа страшније”. Задужен за одбрану у рејону Акропоља, кардинал Исидор је дошао до закључка да је град пао и да нема потребе да се залудно гине, па је покушао да се спасе размјеном одјеће с просјаком. Просјак је ухваћен и погубљен умјесто кардинала, а глава му је набијена на колац. И сам Исидор је био у заробљеништву, али као просјак; препознао га је трговац из Пере, који није хтио да га издао и купио га за малу новчану своту, а пустио га је у замјену за откуп. Критски морнари, који су храбро бранили куле Василија, Лава и Алексеја и одбили да се предају, могли су несметано да оду. Задивљен њиховом храброшћу, Мехмед II им је дозволио да оду и почетком јуна су стигли на Крит на три брода. Командант флоте, Млечанин Диедо, с којим је био Николо Барбаро, послије османског продора, отпловио је у Перу и питао подеста за мишљење да ли ђеновљански бродови који су се борили треба да наставе борбу на Златном рогу или да бјеже. Ломелино је рекао да ће послати посланика султану да га пита да ли ће дозволити бродовима да оду или ће започети рат са Ђеновом и Венецијом. Диедо је одлучио да нема времена за чекање и покушао да се врати на свој броду, али су капије Пере биле затворене. Мислио је да су издани, а његова пратња и он су једва успјели да се врате на брод. Допливали су до ланца и пресјекли га сјекирама, након чега су хришћански бродови почели напуштати Златни рог. На ушћу залива бродови су стајали неко вријеме, да покупе избјеглице које су бјежали из града пливајући, након чега је мала ескадрила кренула ка италијанским колонијама у Егејском мору. Један од округа Истанбула постао је познат као округ Пушкара Вербана. Претпоставља се да га је Орбан одабрао за мјесто становања. Рођак подеста Ломелиа, Империјале, који се борио као добровољац посљедњег дана опсаде, заробљен је. Сам Ломелино је писао да му се губи траг, али је фирентински амбасадор у Ђенови Содерини 30. августа извијестио да је, према његовим информацијама, Империјале преобраћен у ислам. Касније је стекао дужност и служио султану. Габријеле Тревизано је прекасно процијенио ситуацију, није могао да сиђе са зидина на вријеме и Турци су га заробили.
Мехмед је обећао да ће војницима доступити да три дана пљачкају град, Међутим, према Дукиној причи, он је до 30. маја увече ушао у Цариград. Тада, Дука датира Мехмедов посјету Светој Софији. Османски историчари не именују дан султановог уласка у освојени град. Према Рансимену, мјесец на османској, а касније и турској застави, приказан је у растућој фази, пошто је, према предању, управо у овој фази мјесеца султан заузео град и ушао у њега. Султан је наредио да му се испоручи сво благо и затвореници, одабравши свој дио плијена и одредивши који дио припада онима који су били лишени могућности да учествују у пљачки, пишао је затвореницима. Бирао је најљепше дјевојке и младиће за свој харем, али је већину племкиња ослободио и дао им средства да откупе своје рођаке, док су младићи позвани да пређу у ислам и служе у османској војсци. Неки од заробљеника су прихватили његову понуду, али је већина одбила. Међу заробљеницима били су Лука Нотарас и још девет министара Константина Драгаша (али не и Сфрандзи). Султан их је откупио и ослободио, али су сви брло брзо на овај или онај начин погубљени под разним оптужбама, јер је Мехмед желио да обезглави грчку заједницу. Сам Сфрандзи је касније успио да искупи своје жену и себе, али не и дјецу, након чега је напустио Цариград и отишао у западну Европу, гдје је довршио своју Хронику.

## Посљедице

### Пад царства
Према Корулију, пад Цариграда и покољ у граду нису били „ништа страшнији” од страшног покоља који су Византинци починили у Кандији 961, или од крсташке пљачке Цариграда 1204, или покоља у Цариграду 1182, када је грчко становништва града масакрирало Латине, „жене и дјецу, па чак и оне који су били болесни и лежали у болници”. Ипак, пад Цариграда 29. маја 1453. није био само заузимање града или покољ становништва — значио је крај постојања Византије, био је то посљедњи акорд спорог гашења царства.
Ликвидацијом Византије, отклоњена је опасност од нових крсташких похода за спас Цариграда и елиминисан фактор нестабилности који је периодично изазивао динамичке немире у Османском царству. Из истог разлога, Мехмед је одлучио да укине три још увијек независне државе (Мореју на Пелопонезу, Трепезунд у Понтској Анадолији и Крим). Мехмед је већ 1452. послао дио своје војске да опустоши грчку територију у Мореји, како би спријечио слање помоћи Цариграду. Послије пада града, Мореја је постала Мехмедова приоритетна мета. Деспотовином су управљала Константинова Браћа, Тома и Димитрије Палеолог, који су се 1454. обратили Османлијама са молбом да помогну у сузбијању албанског устанка. Истовремено, деспоти су покушали да организују крсташки поход са Запада против Мехмеда. Мехмед је послао експедицију, која је опустошила деспотовину 1458, а затим је заузела 1460. године. Трапезунд је доживио исту судбину 1461. године. Трапезунтски цар Давид био је приморан да се преда послије опсаде 15. августа 1461. године.
Незаинтересованог хришћанског Запада за Византију 1453. године — само је један од фактора пада: Рансимен и Острогорски сматрали су да Запад није настојао да спасе грчко царство, већ да обнови латинско. Гијан је вјеровао да би у случају османског пораза, Млетачка република би узела огромну накнаду од Цариграда за своју помоћ.

### Балкан
Јорга је писао да су Турци донијели мир становницима Балкана, ставили тачку на анархију која је раздирала Византију и друге балканске земље, окупила све покорене народе у јединствену државу и створила јединствено унутрашње тржиште које је обезбједила економски напредак. Овај став су критиковали совјетски историчари. Левченко је написао да такве изјаве „немају никакве везе са историјском стварношћу”. Након османског заузимања града, он губи значај главног европског посредника у трговини са источним земљама. Османлије су позајмиле много тога од покорених народа, али су их истовремено стављале у услове који су кочили привредни развој. Балкански народи су били вјештачки ограђени од остатка Европе. Османлије су дуго подржавале примитивну пољопривреду и кметске односе на Балкану.

### Успон новог царства
Заузимање Цариграда није донијело велике територијалне добитке Османском царству. Оно је већ контролисало скоро све бивше територије Византије у Малој Азији и на Балкану. Ипак, окончавши постојање Византије, Мехмед је учврстио османску власт над мореузима, ојачао територијално јединство Османског царства и у великој мјери олакшао комуникацију између његових европских и азијских дијелова.
Процес уништења хришћанских снага, које су покушале да се супротставе османско напредовању наставио се током Мехмедове владавине и владавине његових насљедника.
Ђурађ Кастриот Скендербег је преминуо 1468, а са њим је окончао отпор српских и албанских племића Османлијама. Слично, Влашка је послије смрти Влада Дракуле 1476. постала османски вазал. Османско царство је стекло статус велике европске силе, чији је утицај постао непревазиђен у Европи.
Истовремено, Османско царство је покушавало да усвоји насљеђе Византије. У јуну 1453. Мехмед је Цариград прогласио својом пријестоницом. Султан је себе сматрао насљедником византијских царева и узео је титулу „Кајзер-и Рум” (Цезар Рима/Римљана). Георгије Трапезундски је писао Мехмеду 1466: „Неико не сумња да си ти цар Римљана. Ко посједује пријестоницу Царства, по закону је Цар, а пријестоница Римског царства је Константинопољ”. Као насљедник византијских царева, Мехмед је одмах одлучио да постави новог патријарха, који је требало да постане нови предстојатељ православне хришћанске заједнице Османског царства. Одабрао је Генадија Схоларија, вођу антиунијатске странке у Цариграду, а синод га је именовао у првим недјељама након заузимања града. У јануару 1454, Схоларије је увео на пријесто Мехмеда II, који је на церемонији преузео улогу византијског цара. Грчка заједница града добила је исти статус као и друге хришћанске заједнице Османског царства. Нпр. православна црква је имала правосудну функцију у православној заједници.

### Реакција хришћанског Запада
Хришћански свијет је сазнао за пад Цариграда неколико недјеља касније. Три брода, они којима су успјели да побјегну, стигла су у Кандију на Криту. Отпремљени брзи брод доставио је вијест у Венецију 29. јуна 1453. године. „Проломио се све снажнији и снажнији плач, јецање, стењање… сви су се ударали песницама у груди, парали главе и лица због смрти оца, сина или брата, или због губитка имовине.” У року од 10 дана, порука о „страшном и жалосном паду градова Константинопољ и Пера [Галата]” проширила се широм Италије, а затим и широм Европе. Догађај је изгледао невјероватан. Све западне државе вјеровале су да су градска утврђења довољно јака да издрже опсаду, барем док не стигне појачање. Страх је дао повода за гласине да је побијено цјелокупно пунољетно становништво, да су Турци ослијепили 40.000 људи, да су сви храмови порушени, да султан скупља огромну силу да изврши инвазију Италије.
Ферарско-фирентинска унија је пропала, пошто је Мехмед II протјерао унијате, а на патријаршијски пријесто, који је био упражњен од 1450, постављен је православац Генадије Схоларије. Већина европских владара била је превише заокупљена сопственим проблемима да би обраћала пажњу на Византију. Венеција је, задржавајући трговачке интересе на Егејском мору, савјетовала своје колоније да буду опрезне, Лореданова флота је довела амбасадора код Мехмеда и наставила да патролира да спријечи напад Османлија. Амбасадор је морао да постигне подружење уговора из 1451, као и дозволу за поновно стварање млетачке трговачке мисије у Цариграду. Ђенова је била у најгорем положају. Гувернер ђеновљанске Пере је покушао да убиједи султана да граду да различите привилегије. Међутим, Мехмед је 3. јуна стигао у Перу и наредио разоружавање града. Од тада је у потпуности под османском контролом, а ђеновљански гувернер је замијењен османским. Осим тога, заузимањем свих мореуза, ђеновљанске колоније на Црном мору су се показале бескорисним, нису издржале ни педесет година послије 1453. године. Ђеновљански Хиос је доживио исту судбину. Други италијански трговачки градови (Фиренца, Анкона) брзо су успоставили нове трговачке односе са султаном. Ови градови нису имали колонијалне територије на Леванту и нису претрпјели велике губитке. Каталонци су исто тако брзо обновили трговину. Папа Никола V је позвао на крсташки поход у септембру 1453, а цар Светог римског царства Фридрих III најавио је одржавао Царског савјета у Регензбургу, како би се одлучило о почетку крсташког похода. Међутим, ови планови су пропали, као и Франкфуртски сабор у септембру 1454. године. Као и прије 1453, западни владари имали су хитније бриге или су им недостајала средства да интервенишу. Фридрих III није имао довољно моћи над својим вазалима. Француски краљ Шарл VII морао је да осигура обнову своје земље, а енглески краљ Хенри VI је пао у лудило, а у његовој земљи су почели Ратови ружа. Угарски краљ Владислав II, под утицајем Јаноша Хуњадија, није могао да узнемирава Османлије. Бургундски војвода Филип је обећао да ће интервенисати, али је ово обећање остало неиспуњено.
Папа Калист III 15. маја 1455. објавио је булу -Ad summi apostolatus apicem}-, у којој је прогласио прикупљање десетине за финансирање експедиције. У јуну 1456. папа је успио да пошаље флоту да заузму острва Лемнос, Тасос и Самотракију, али су ова острва убрзо поново припала Османском царству. Како је пролазило све више година, идеја о походу је блиједила на западу. Пројекат папе Пија II за крсташки поход нестао је са његовом смрћу 1464. године. Бургундски војвода Карло је покушао да организује Бургундски крсташки поход и потписао је савез са арагонским краљем Фердинандом II 1471, али је због потребе борбе против француског краља Луја XI био принуђен да одустане од овог пројекта. Свуда на Западу људи су се помирили са османском влашћу. То је било због, између осталог, дубоког непријатељства које постоји између латинског Запада и грчког Истока (расколника према католицима). Према некима, Грци су добили заслужену казну након пљачке Троје, а Османлије су доживљаване као Тројанци. Као што је Жорж Шателен писао, „није било ниједног хришћанског суверена, који би покушао заједно са другима или одвојено, угледавши се на такву срамоту, да му се супротставили оружјем или савјетом”.
Поред тога, папство, у великој мјери ослабљено Западним расколом (1378—1417), више није имало исти утицај на краљеве као током крсташких похода. Прагматизам је убрзо завладао, а хришћанске државе су схватиле да не могу без Османлија као трговинског партнера. Према Хирсу, државни разум је превагнуо над одбраном вјере. Убрзо су се само ријетки романтичари, попут Оливијеа де ла Марша и Жоана Мартурела, присјећали ужаса изазваног падом Цариграда. Ипак, таквих је било мало, након неколико година идеја о обнови Византије је коначно нестала. Ова чињеница потврђује савез склопљен 1556. између француског краља Франсоа I и османског султана Сулејмана.

### Москва — Трећи Рим
У Европи се једино Велика московска кнежевина трдила да заштити византијско насљеђе. Према Острогорском и Рансимену, посљедња независна православна земља почела је да тражи титулу непосредног насљедника Византије (Ромејског царства) и јединог хришћанског царства достојног овог имена. Митрополит Јона је 1458. тврдио да је Цариград кажњен због прихватања Уније. Исто мишљење је изнио 1471. и митрополит Филип: „Константинопољ и цркве Божије стајали су непоколебљиво све док је побожност стајала у њима као сунце. И како су оставили истину и спојили цара и патријарха са латиншвином, и потписали папу злата ради, тако је патријарх узалудно скончао живот, а Цариград паде у руке прљавим Турцима”. Филотеј Псковски је имао слично вјеровање, „Константинопољ пао због издаје Истинске вјере. Но православна вјера је још жива, … На свијету постоји само једна Православна Црква — Руска Црква” и „… два Рима су пала, а трећи стоји, а четвртог неће бити”. Филотеј и митрополит Зосима се сматрају ствараоцима концепта Москве — трећег Рима. Поред тога, ове идеје су биле појачане чињеницом да се 1472. цар Иван III оженио Софију Палеолог, нећаку Константина XI. Овај савез је омогућио Ивану да користи двоглавог орла на царском грбу и затражио фактички титулу насљедника Византије. Као што је Рансимен писао: „Тако су у цијелом православном свијету само Руси на неки начин имали користи од пада Константинопоља”.

### Реакција у муслиманском свијету
У муслиманском свијету вијести су другачије примљене. Мехмедов амбасадор је вијесто донио 27. октобра у Каиро, пријестоницу Мамелучког султаната, „султан и сав народ се радовао овом моћном освјању… народ је славио”. Побједа је била од великог значаја за муслимански свијет, а Мехмед је стекао велики ауторитет. Према Дуки, Константинова глава је послата „вођама Персијанаца, Арапа и других Турака”. Мехмед је послао 400 грчке дјеце владарима муслиманских земаља. Себе је прогласио „господаром два мора и двије земље”, насљедником Римског царства.

### Пад Цариграда и крај средњег вијека
Када се у 17. вијека образовала концепција средњег вијека, датум његовог завршетка везује се за заузимање Цариграда. Кристоф Келер је 1676. и 1688. објавио радове у којима је прекинуо причу о свјетској историји при турском заузимању Цариграда. Келер је покушао да повеже свјетски историју са историјским оквиром Римског царства. Списи Флавија Биона и Едуарда Гибана, објављени између 1776. и 1788, допринијели су идеји да је историја Европе била само пад Рима. Филип Лебас је био један од првих који је написао школску историју средњег вијека након реформе 1838. године. Написао је: „Све се завршава управо на мјесту које је било полазиште, у Константинопољу, у овом другом Риму, који је преживио све најезде, као посљедње сјећање на велико Царство, а који је пао са завршетком средњег вијека”. Томас Дајер је објавио у Лондону 1861. књигу о историји савремене Европе, укључујући догађаје од пада Цариграда 1453. до Кримског рата. Написао је: „Са заузимањем Константинопоља, завјеса пада на народе антике, а коначно утврђивањем Турака у Европи, посљедње од оних раса, чије су сеобе чиниле њено становништво, представља прву велику епизоду савремене историје. Тада су касни остаци антике коначно нестали”. Виктор Дјурјуи је у свом дјелу Histoire des temps modernes 1453—1789 из 1863, своје излагање започео од 1453. и објаснио да се „1453. сматра крајем средњег вијека и почетком савремености, јер овај датум означава два значајна догађаја: турско заузимање Константинопоља и крај Стогодишњег рата између Француске и Енглеске”. Представници 17. и 19. вијека доживљавали су заузимање Цариграда као крај средњег вијека, јер су на Римско царство гледали као на јединствену цјелину, од Августа до Константина Палеолога. Заузимање Цариграда било је од општег значаја, што га учинило прекретницом у историји човјечанства. Од 1838. до 1902, у Француској су границе средњег вијека званично одређене између 395. и 1453, а средњи вијек је дефинисан као „вријеме које је протекло између пада Римског царства и обнове великих савремених монархија; од прве велике инвазије Германа почетком 5. вијека нове ере, до посљедње најезде Турака десет вијекова касније 1453. године”. Алфред Рамбо је написао: „Крај средњег вијека политички је обиљежен заузимањем Константинопоља”.
Чарлс Хаскинс је замјерио Жулу Мишлеу што је ширио легенду према којој је масовни прилив научника из Цариграда након турског заузимања био почетак ренесансе у Европи. Комисија за хронологију Међународног комитета историјских наука је 7. маја 1929. одлучила: „усредсредити рад на хронолошким списковима који утичу на западни средњи вијек, на период од Диоклецијанове административне реформе до датума који варира у зависности од различитих земаља између пада Константинопоља и Тридентиског сабора (1545)”. Идеја да је заузимање Цариграда означило искорак у свјетској историји, политичкој и културној, брзо је одбачена, пошто не постоји тачан тренутак у којем би се средњи вијек завршио. Много прије овог датума почела је ренесанса. Нестанак Византије и експанзија Османлија утицали су на тражење нових трговачких путева, али се не може рећи да су то били једини разлози ових истраживања. Византијска умјетност и наука имале су велики утицај на ренесансу, након што су Грци побјегли у Европу, али су многи византијски научници из Цариграда отишли у Италију или на млетачка острва Средоземног мора, много прије 1453. године. Већ у 18. вијеку неки научници су се ослободили мишљења да је пад Цариграда означио крај средњег вијека. „Свеопшта историја од најранијих времена” од 26 томова, објављена између 1736. и 1765, описује заузимање Цариграда једноставно као крај Римског царства. Анри Бер је рекао да је „сваки прекид у историји очигледно фиктиван. Ништа се не завршава, апсолутно ништа не почиње. Постоји нешто апсурдно у разграничењу периода са строгим датумима. Било да се ради о револуцији или смрти, ниједан догађај неће прекинути све конце с прошлошћу или будућношћу”.

## Примарни извори
Опис пада Цариграда има богати историју и дугу историографску традицију. Број исказа очевидаца је мали. Углавном су познати извјештаји хришћанских очевидаца. Након њих слиједи група описа које су сачинили личности које су о догађајима сазнали из друге руке. У вијековима који су услиједили након опсаде, појавиле су се многе верзије на обје стране. Неки од њих само препричавају ране описе, друге користе гласине, легенде и фикције једне или друге пропаганде. У 16. вијеку се проширила „помама за предсмртном агонијом” царства, када су у Европи објављени и аутентични извори и описи псеудоочевидаца. Континуирано појављивање фалсификата „свједочи о невиђеној популарности” теме
Сваки аутор има своје циљеве и мотиве, који се огледају у верзији коју представља. Обично их одређују религија, националност и поглед на свијет. Млетачки описи величају неустрашивост млетачких морнара и клеветају издају Ђеновљана — и обрнуто. Италијани оптужују Грчке за кукавичлук, лењост или глупост. Католици и православци криве једни друге за раскол. За хришћане је у првом плану тражење објашњења разлога пада Града. И, наравно, сви хришћански аутори (са изузетком Критовула) проклињу Мехмеда. Османлије себи дозвољавају сличне нападе на хришћане. Духовно расположење турских аутора оштро је супротстављено хришћанској књижевности. За Османлије је освајање Цариграда, коме су „стремили многи краљеви и султани ислама” (према Турсун-бегу), била прекретница на путу да постану нација.

### Европски

#### Свједочанства очевидаца
Николо Барбаро, љекар на млетачкој галији која је стигла послије погубљења Рица да заштити млетачке трговачке бродове, водио је дневник и биљежио млетачке учесника догађаја, набрајајући оне који су успјели да побјегну, оне заробљене и откупљене или погинуле. То је „најсадржајнији међу западним изворима”. Барбаров опис је у средишту већине савремених приказа догађаја, он наглашава улогу Млечана, омаловажава Ромеје и окривљује Ђеновљане. Анђелино Ђовани Ломелино, подеста ђеновљанске Пере, написао је извјештај 24. јуна 1453, описујући догађаје који су се одвили у граду у писму Epistula de Constantinopoleos Excidio. Јакопо Теталди, фирентински трговац, писао је о организовању планираног крсташког похода. Теталди је описао крај битке. Одломак из Cronaca delle famiglie nobili di Venezia (Хроника племићких породица Венеције) аутора Зорција Долфина заснован је на Леонардовом опису, али је допуњен исказима других очевидаца. Исидор Кијевски био је папски легат у Цариграду 1453. године. Учествовао је у одбрани Цариграда, био је рањен и заробљен, али је истог дана откупљен. Током боравка на млетачком Криту написао је осам писама послатих у Италију. Писма су „кратка и незнатно додају чињеницама које знамо”. Леонардо Ђустинијани је у Цариград стигао заједно са Исидором Кијевски и учествовао је у одбрани града. Леонардо је заробљен, али је убрзо пуштен. Написао је извјештај папи римском Николи V 16. августа 1453. године. Његов опис опсаде је био популаран, преписиван много пута, поново објављиван, кориштен од стране сљедбеника. Сматра се да је тзв. „Велика хроника Сфрандзија” (Псеудо-Сфрандзи) написана као имитација Леонардовог текста. Послије Барбаровог описа догађаја, он је „сљедећи по важности”. Леонардов опис допуњује Барбаров, пошто је Леонардо био у другом дијелу града током опсаде, био је Ђеновљанин и могао је да престави друге догађаја с другачије тачке гледишта. Убертино Пускуле, италијански пјесник, дошао је у Цариград, гдје је учио старогрчки језик. Налазио се у граду током опсаде и био је у заробљеништву. Након ослобођења, отишао је на Родос, а затим у Италију, гдје је написао опис опсаде у стиху, јасан, сажет и прецизан. Нестор Искандер је био свједок догађаја, а његов опис је упоредив с Барбаровим дневником. Према америчким истраживачима Филипидесу и Ханаку, порука Нестора Искандера је једна од „најочаравајућих и најмистериознијих прича”. Он је практични једини пружио доказе да су се и Грци борили. Они су вјеровали да је Нестор стигао у Цариград, вјероватно заједно са османских артиљерцима, а прије 18. априла побјегао је из османског логора у град и био тамо током опсаде. Према његовим ријечима, најприје је „из дана у дан детаљно биљежио се што се дешавало изван града међу Турцима”, а затим је „с временом сазнао и од поузданих и великана прикупљао податке о томе шта се дешавало у граду”. У његовом опису, „с времена на вријеме у дијелу се појављују епизоде које су толико живописно описане да несумњиво носе почета вјеродостојности”. За разлику од Филипидисе  и Ханака, шкотски византиста Анголд је тврдио да је Нестор у Цариград дошао са Османлијама, а присуствовао је када је Мехмед II ушао у храм Свете Софије. Владика Самуило, епископ из Цариграда, који је побјегао у Влашку. Константин Михаиловић, Србин који се борио у одреду рудара које је деспот Стефан Бранковић послао у османску војску, а касније постао јањичар. Епархос и Дипловатацес, двије избјеглице у Њемачку чије су приче и имена искривљени због вишеструких превода. Извјештај неких фрањевачких заробљеника, који су касније стигли у Болоњу.

#### Свједочанства савременика
Јован Евгеник, млађи брат Марка Ефеског, учесник Фирентинског сабора, написао је тужбалицу „Заузимање великог града” убрзо послије догађаја. Мешчерски је дјело назвао „једним од првих непосредних одговора на заузимање Цариграда од стране Мехмеда II”. Није јасно да ли је био свједок опсаде, али је Мешчерски вјеровао да је Јован у вријеме пада Цариграда био у Трапезунду. Тужбалица је била популарна у Руском царству. Сачувано је неколико спискова његовог превода на староруски језик. Најранији датира касније из 1468. године. Филофеј је био добро упознат са текстом дјела. Уврштено је у круг књижевних дјела која су служила идеји „Москва — Трећи Рим”, уврштено је у законике заједно са „Историјом” Јосифа Флавија и консолидовао прејемственост Јерусалим — Цариград — Москва. Падовски правник Паоло Доти био је млетачки званичник на Криту. Написао је извјештај 11. јула прије Исидоровог доласка на острво. Вјероватно су његов извор биле избјеглице са егејских острва. Писмо Фирентинца фра Ђиролама с Крита. Чувани хуманиста Лауро Квирини био је на Криту 1453. године. Он је написао писмо папи Николи V с Крита, вјероватно послије разговора са Исидором Кијевским. Ђакомо Лангуши, чија је прича садржана у хроници Зорција Долфина. Опис опсаде, написан отприлике послије 1454, садржи неке додатне податке, као што је италијански текст аманаме, који је Мехмед II дао Пари послије пада Цариграда. Јован Мосхос је посветио пјесму Лукасу Нотарасу, о улози коју је Нотарас имао у одбрани града и о његовом погубљењу. Дјело је вјероватно наручила Ана Нотарас. Заснована је на опису Леонарда Ђустинијанија. Енеј Силвије Пиколомини написао је есеј о опсади и паду града на основу описа Леонарда Ђустинијанија. Хенрик Земерн је написао писмо 11. септембра 1453. на основу Исидоровог описа. Конзул Анконе у Цариграду Бервенуто, познат је само по свом рукопису и не помиње се нигдје друго. Према његовим ријечима, био је свједок догађаја и записао их је у Венецији 31. јула 1453. године. Никола де ла Тучија, чија је Cronaca di Viterbo написана у јесен 1453, садржи податке који се не налазе нигдје друго. Николо Тињози де Фолињо, Expugnatio Constantinopolitana, дио писма пријатељу. Крајем 1453. канцелар млетачког Крита Филипо де Римини написао је писмо (Excidium Constantinopolitanae urbis quae quondam Bizantium ferebatur) Франческу Барбару. Управо је ово писмо постало извор бајки које су се прошириле Европом, нпр. о султановом силовању жена на олтару храма Свете Софије. Антонио Ивани де Сарзана, Expugnatio Constantinopolitana, послао је писмо Федерику де Монтефелтру, војводи од Урбина, у прољеће 1454. године. Ово писмо био је приложен опис опсаде (Expugnatio Constantinopolitana ad illustrem dominum Federicum Montisferetri Urbini ac Durantis comitem). Користио је сада изгубљену архивску грађу и вјероватно саставио опис у јесен 1453. године. Признаје да записује оно што је чуо, али се не обавезује да тврди да је информација поуздана. Сарзанини извјештаји више не помињу информације о догађајима послије посљедњег јуриша, који се тичу млетачког одреда и, можда, који се односе на бајла Минота. Николас Секундинос био је међу првим Европљанима који су посјетили Цариград након пада. Млетачком Сенату се обратио 16. децембра 1453, а 25. јануара 1454. одржао је говор пред Алфонском V у Напуљу. Секундинос је пратио млетачког посланика Бартоломеа Мерчела, који је дошао код Мехмеда да преговара о откупу заробљених Млечана и обављању трговине на Леванту. Највјероватније, његов извор су биле приче преживјелих. Реторичко дјело Адама де Монталда De Constantinopolitano Excidio ad nobilissimum iuvenem Melladucam Cicadam. По свему судећи, написано је почетком 1470-их. Садржи информације које се не помињу у другим изворима, нпр. о улози Мавриција Катанеа у одбрани, ништа мање битне од улоге Ђованија Ђустинијанија. Фра Ђироламо из Венеције био је на Криту прије Исидоровог доласка. Он је 5. јула написао писмо Доменику Капранику. У причи се концентрише на злочине током пљачке и на растућу опасност по Европу од Османлија.

#### Очевици који то нису
„Хроника Магис”, која се раније приписивала Сфрандзију, заснована је на опису Леонарда Ђустинијанија, а заправо је аутор Макариос Мелисоургос-Мелисенос, митрополит Монемвасије, који је живио у 16. вијеку. Ауторство Сфрандзија је први пут доведено у питање 1932. године. Неки савремени научници (Рансимен, Кроули) грешком вјерујући „Хроници Магиса”, некритички су прихватили информације и указивали на измишљене ликове међу браниоцима,  које је измислио Мелисоургос-Мелисенос. Таква фигура је нпр. „дон Франсиско де Толедо”, „даљи рођак грчког цара”, који је пао у борби заједно с њим. Кристофоро Рикерио (Кристорор Ришер), француски коморник, чији је опис опсаде објавио Сансовио и друго се сматрао свједочењем очевица. Недавна истраживања су показала да је Рикерио живио у 16. вијеку, а његов опис је књижевно дјело.

### Грчки извори
Била су четири грчка хроничара, савременика опсаде. Једини грчки очевидац је Георгије Сфрандзи (1401—1477), али је његов опис опсаде веома кратак. Тројица — Дука, Лаоник Халкокондил и Михаил Критовул — нису били очевици, али су могли да се консултују са учесницима одбране, а можда и са османским званичницима који су учествовали у опсади. Родом са Имвроса, Михаил Критовул је имао контакте са Цариградском патријаршијом у годинама након пада града и написао је „Историју Мехмеда II”. Његов опис опсаде је изузетно важан, будући да је Критовул добија информације и од Византинаца и од Османлија. У већини случајева, он „остаје поштен, отворен и убједљив аутор”. Дука, који је живио на ђеновљанском Хиосу, посјетио је Цариград 1455. године. Према Рансимену, Дукине биљешке о дешавањима током Мехмедове владавине су „једноставно непроцјенљиве”. Иако Дука није био у Цариграду, своје податке је добио од ђеновљанских агената у османском логору. Лаоник Халкокондил је живио на Пелопонезу. У неком тренутку послије 1453. преселио се у Цариград и био је у контакту са османским званичницима.

### Османски извори

#### Свједочанства очевидаца
Ашикпашазаде (око 1393 — око 1484) био је свједок заузимања Цариграда, а након османског заузимања преселио се у град. У своју „Историју Османлија” укључио је поглавље о освајању града. Мехмед Шемс ел Миле вед Дин, суфијски светитељ рођен у Дамаску, провео је неколико година у Османском царству и присуствовао заузимању Цариграда, а догађаје је описао у писму. Турсун-бег је био секретар дивана у вријеме великог верзира Махмуд-паше, у чију је службу ступио послије освајања Цариграда. У годинама након опсаде, Турсун-бег је имао приступ важним информацијама. Присуствовао је изградњу Римели Хисара, током опсаде, био је са Мехмедом током његовог уласка у храм Свете Софије. Турсун-бег је описао заузимање Цариграда у дјелу „Историја освајања”. То је најважнији извјештај очевица о паду Цариграда. Даје драгоцјена запажања о фазама посљедњег јуриша и објашњење смрти Константина XI, која се разликује од верзија хришћанских хроничара.

#### Накнадни описи
Кивами је 1488. написао дјело „Прича о освајањима султана Мехмеда”; Мехмед Нешри (ум. 1520) написао је између 1492. и 1512. „Универзалну историју”; Кемалпашазаде је између 1502. и 1535. написао „Историју династије османске”; Таџибегзаде Џафер-челеби саставио је причу о освајању Цариграда до 1515. године; Сад ед Дин је око 1574. написао „Дијадему прича”.